# 稻

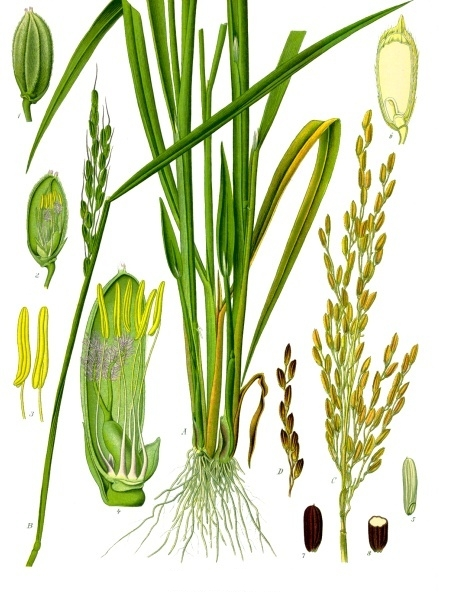
Oryza sativa

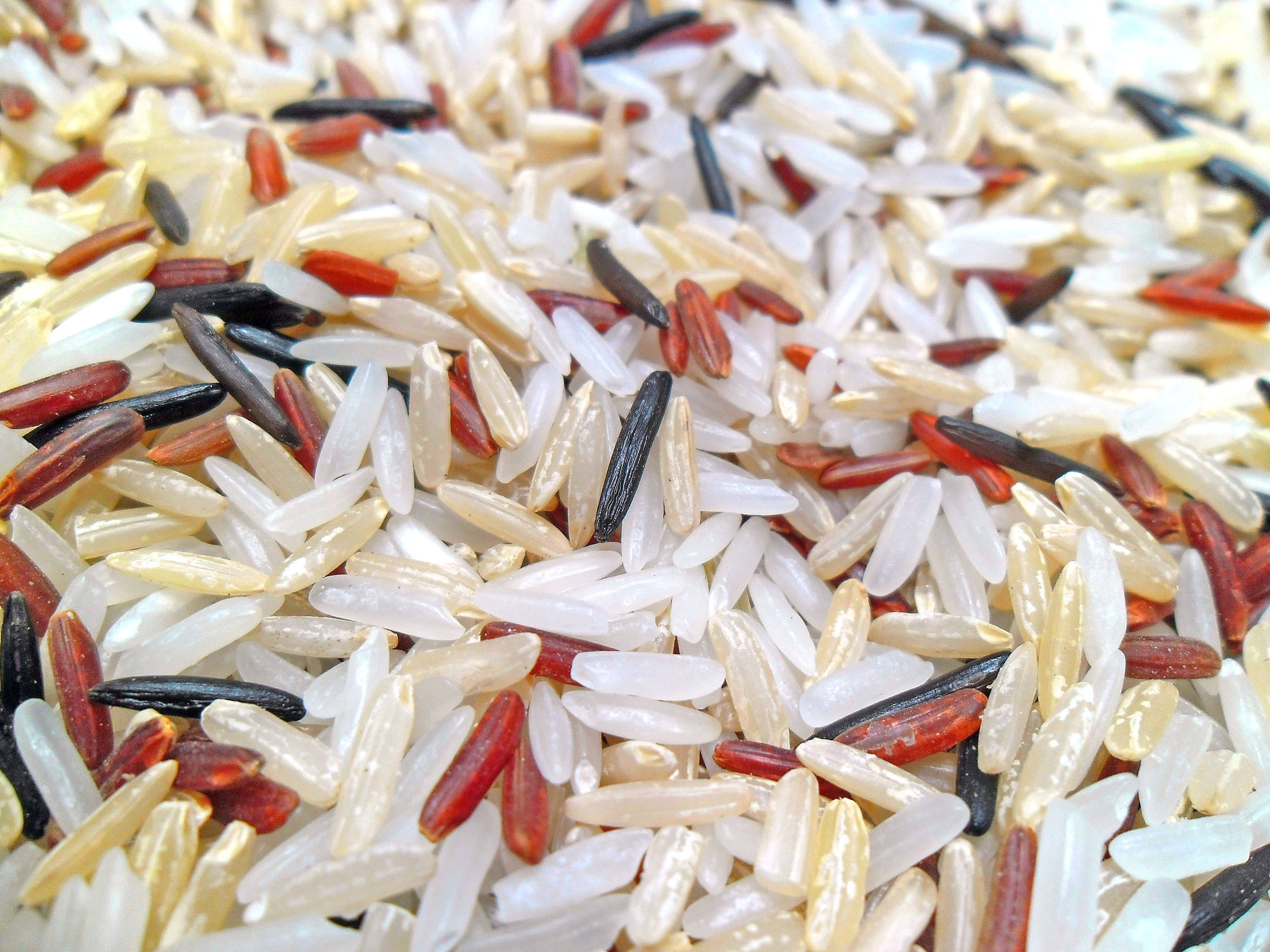
棕色、白色、红色籼稻的混合物，还有野生稻和菰属等不同種類

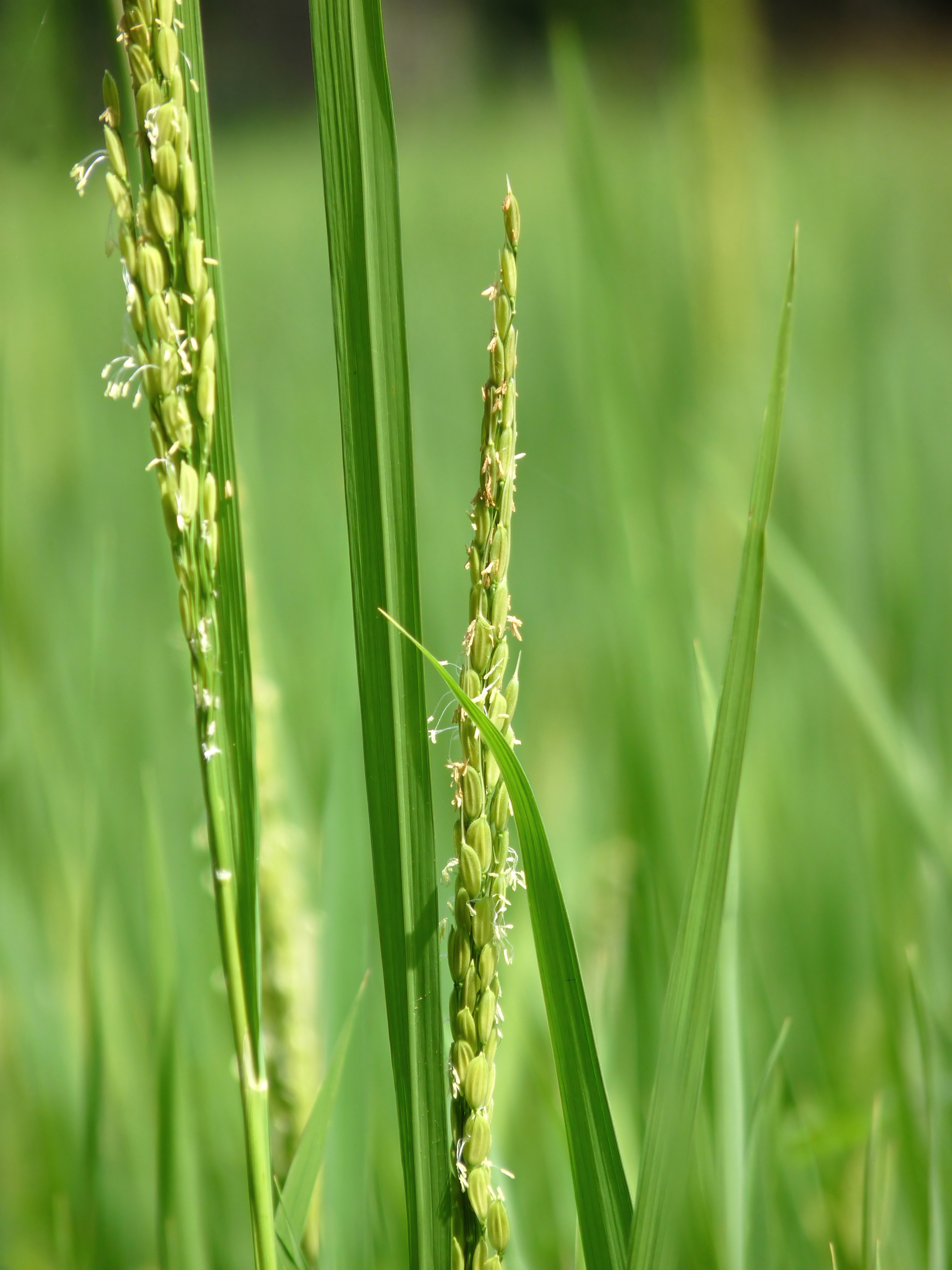
水稻小风媒花

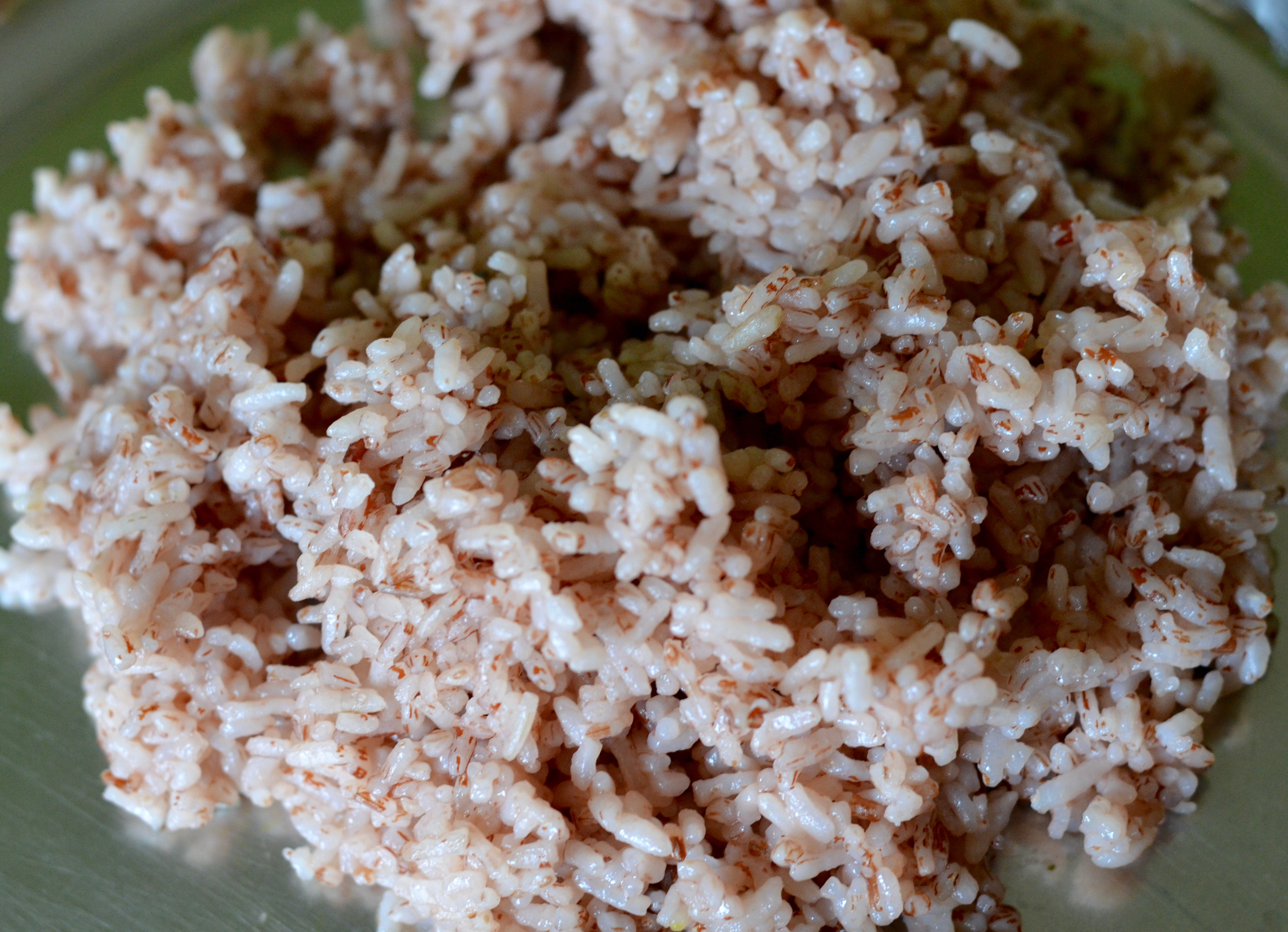
不丹糙米饭

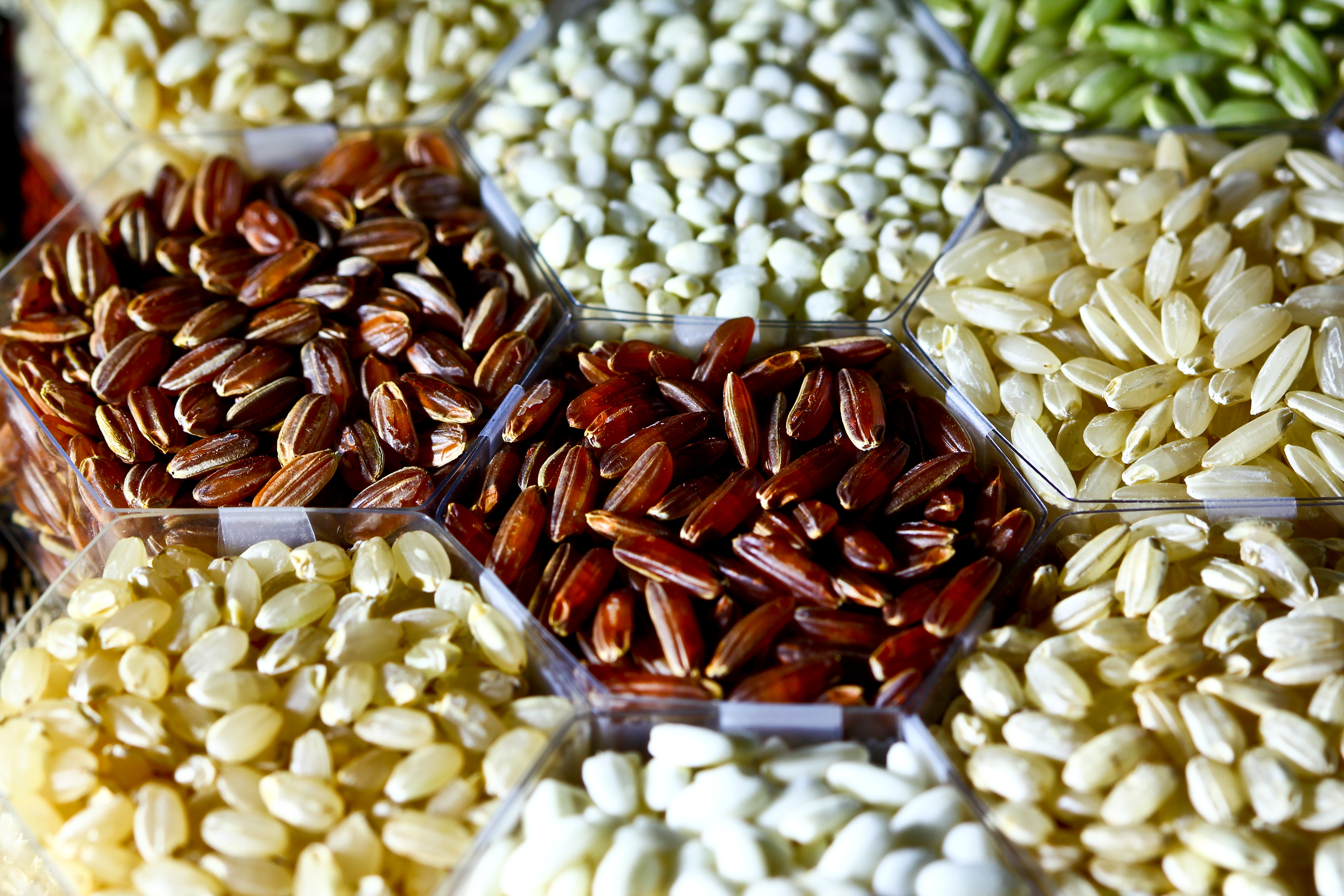
白米有很多种形状、颜色和大小。

稻或稻子是稻属植物的通称，为一年生禾本科植物，有水稻（O. sativa，亚洲稻，包括旱稻）和光稃稻（O. glaberrima，非洲稻）两栽培种（栽培稻）及多个原生种（野生稻）；栽培种是人类重要的糧食作物之一，耕种及食用的历史相当悠久。
稻米（rice grains）是指源于稻类（Oryza spp.）的完整和破碎的谷粒，包括稻谷、糙米、白米、碎米及相关产品米；稻谷是指经脱粒保留外壳的稻米，又称稻实、大米、稻子（rice）；而白米或米，常指稻谷去壳後的籽实；相对于「稻」是指植物体，「米」则是指其果实籽粒，但日常生活中会混用这些名词。米煮熟後通稱「飯」（cooked rice）。
稻的栽培起源于約西元前8200年珠江中游的聚落地帶，另有考古发现在约西元前8200年前的長江流域也有種早期稻米。在1993年，考古队在道县玉蟾岩发现了世界最早的古栽培稻，距今约8200年。水稻在東亞地區广为栽种后，逐渐向西传播到印度，在亞洲季風氣候區是自古以來的主食，中世纪時引入欧洲南部。現時全世界有一半的人口食用稻，主要在亚洲、欧洲南部和热带美洲及非洲部分地区。2013年稻的总产量占世界粮食作物产量第二位，僅低于玉米。

## 稻的分類與品種
由於稻是人類的主要糧食作物，據知目前世界上的稻属植物可能超過14萬種，而且科學家還在不停的研發新稻種，因此稻的品種究竟有多少，是難以估算的。作为粮食的主要有非洲米（即光稃稻）和亞洲米种，不過較簡明的分類是依稻穀的澱粉成份來区分。稻米的澱粉分為直鏈及支鏈兩種。支鏈澱粉越多，煮熟後會黏性越高。
中国栽培稻分为籼稻和粳稻两个“亚种”（不含爪哇稻这个亚种），每个亚种又分为“早、中稻”和晚稻两个“群”，每个群又分为水稻和陆稻两个“型”，每个型再分为黏稻和糯稻两个“变种”以及一般栽培品种。
（糯稻是黏稻淀粉粒性质发生变化形成变异型；籼型糯稻叫小糯或长粒糯，粳型糯稻称大糯或团粒糯。）

### 稻的品種起源爭議
有關稻的起源，依然成為科學界長期的爭辯議題。科學家對首批稻的出現時間、地點至始爭論不休。
中國科學院上海生命科學研究院韓斌為首的研究團隊，匯集出巨大資料庫，用來比對稻米基因體（基因組）序列之細微變化。此資料庫涵蓋各地不同類型的普通野生稻（Oryza rufipogon）計446種，粳稻和秈稻共1,083種。野生稻是現在食用、販賣稻米的原生種。若干理論認為秈稻與野生稻是各自獨立栽培出來的，研究人員表示，透過拼出稻米品種的譜系，就能證明這種理論是錯的。第一種秈稻應是由粳稻和野生稻雜交培育而成。這個雜交種後來傳到東南亞、南亞，農民為適應各地環境，栽培出數種品種，因而產生獨特的秈稻。
- 秈稻（Oryza sativa indica）：有20%左右為直鏈澱粉。屬中黏性。秈稻起源于亚热带，种植于热带和亚热带地区，生长期短，在无霜期长的地方一年可多次成熟。去殼成為秈米後，外觀細長、透明度低。有的品种表皮发红，如中国江西出产的红米，煮熟後米飯較乾、鬆。通常用於蘿蔔糕、米粉、炒飯。廣東人愛吃的絲苗米是秈稻的一種。為南亞、東南亞、中國南部地區主要食用米。
- 粳稻（Oryza sativa japonica）：粳稻的直鏈澱粉较少，低於15%。粳稻较耐凉冷，可种植于温带和寒带地区，生长期长，一般一年只能成熟一次，台灣一般被認為是北半球稉稻生長最南區。去殼成為粳米後，外觀圓短、透明（部分品種米粒有局部白粉質）。煮食特性介於糯米與秈米之間。為中國北部及台灣、日本、朝鮮半島主要食用米。
- 糯稻（Oryza sativa var glutinosa）：支鏈澱粉含量接近100%，黏性最高。又分粳糯（圓糯）及秈糯（長糯），粳糯外觀圓短，秈糯外觀細長，顏色均為白色不透明。煮熟後米飯較軟、黏。粳糯常見用途為用於釀酒、米糕、紅龜粿、甜粿、湯圓等。秈糯則作為八寶粥、粽子、油飯等原料。

2011年，根據美国圣路易斯华盛顿大学的芭芭拉·沙尔（Barbara A. Schaal）和纽约大学的迈克尔·普鲁加南（Michael D. Purugganan）的论文中认为，馴化只有一次，並非是二個亞種各自獨立馴化。在他們的論文《Molecular evidence for a single evolutionary origin of domesticated rice》中使用的分子鐘估計，將馴化的起源記錄在約8,200-13,500年前，這與已知的考古數據一致，這表明大米在八千年前出現在中國南方、古稱百越的地方及中南半島一帶。並在約七千年前中國長江流域這個時期的栽培，當中以河渡姆遺址作為典形。但當時華北一帶仍以大豆、小米（為鼠尾草屬，与稻是不同物种）為主。

### 旱稻與水稻的不同
要了解稻，最基本的分法，往往先根据稻生长所需要的条件，也就是水份灌溉來區分，因此稻又可分为水稻和旱稻。但多數研究稻作的機構，都針對於水稻，旱稻的比例較少。
旱稻又可稱陸稻，是栽培稻中一種特殊的生態類型，它與水稻的主要品種其實大同小異，一樣有秈、粳兩個亞種。有些水稻可在旱地直接栽種（但產量較少），也能在水田中栽種。旱稻則具有很強的抗旱性，可在旱地進行直播栽培，就算缺少水份灌溉，也能在貧瘠的土地上結出穗來。旱稻多種在水源不易取得的山區，通常一年只有一作，農田常必須休耕一段時間才能再生產。旱稻也因地域不同，演化出許多特別的山地稻種。
大部分旱稻品種分蘗性差、植株過高容易倒伏、產量不佳，其米質在缺水環境下差異很大。旱稻根部較發達而粗，分布較深，根冠較廣；葉面積較大，且生長緩慢，表皮較厚，氣孔數較少，厚壁細胞較小，維管束與導管面積較大，這些特性都與耐旱性較強有關。
目前旱稻已成為人工雜交稻米的重要研究方向，可幫助農民節省灌溉用水。對基因的研究，發現具有「DRO1」（DR是deeper rooting的縮寫）基因，較能抗旱。
有一說最早的旱稻可能是占城稻。中國古籍宋史《食貨志》就曾經記載，“遣使就福建取占城稻三萬斛，分給三路為種，擇民田之高仰者蒔之，蓋旱稻也……稻比中國者穗長而無芒，粒差小，不擇地而生。”但目前仍有爭議，原因就在於學者懷疑以地區氣候來論，占城稻有可能是水稻旱種，而非最早的旱稻。緬甸有一種旱稻，生長在山坡，被稱為山坡稻，是野生水稻的第二代。

### 人工水稻品種
提到人工水稻，歷史也相當悠久，中国现代水稻育种肇起于赵连芳，1959年黄耀祥培育了中国第一个矮秆良种“广场矮”，1973年，中國雜交水稻育種專家袁隆平成功用科學方法產出世界上首例的雜交水稻，因此被稱為雜交水稻之父。他經過四年的研究，帶領團隊從世界上幾百個稻種中探索，並在稻種的自花授粉上有了自己的心得。袁隆平認為野稻並不一定全為自花授粉，他在海南島找尋到一種野稻稱為「野粺」，並成功的與現有水稻配種出一些組合稻種。這些組合稻種無法自體授粉，而需仰賴旁株稻種的雄蕊授粉，但產量比原水稻多上一倍。不過最初的幾年，培育出的新稻雖然稻量增加，而且多數沒有花粉，符合新品種的需求，但其中有的卻有花粉，能產出下一代，而且稻量不豐；但袁隆平並沒有放棄，一直到了第九年，上萬株的新稻都沒有花粉，達成了新品種的要求，也就是袁隆平的三係法雜交水稻。

### 國際水稻基因定序工程
由於生物科技和基因工程技術近年來快速發展，科學家在1998年開始水稻基因組的分析與整理，稱為國際水稻基因組定序計畫（International Rice Genome Sequencing Project （页面存档备份，存于）；簡稱是IRGSP）。主要希望能解讀水稻十二條染色體中的基因密碼，此計劃由日本主持，並有中国大陸、台灣、南韓、英國、加拿大、美國、巴西、印度、法國等加入。在2002年宣布整個水稻的基因圖譜，都已被解讀。並公開在基因圖譜資料庫中，供各國的水稻專家研究。
水稻的基因體是高等生物中基因定序最完整的，科學家辨識出的37,500個基因中，包括了數個影響重要農產未來的基因；例如提高水稻產量的基因、改變水稻受光週期的基因等。
2012年10月3日依據刊登在「自然」期刊（Nature）上的論文說，第一批栽培稻的品種「粳稻」（Oryza sativa japonica，蓬萊米），是由數千年前南中國珠江流域中游的野生稻栽培而成。但是此篇論文未提到人類將野生稻培育為栽培稻的確切年代。不過，2011年刊登在美國「國家科學院學報」（Proceedings of the National Academy of Sciences）上的一篇論文說，第一種栽培稻出現於8,200年前，這個時間符合中國長江流域出土的考古證據。

## 稻的生長與構造

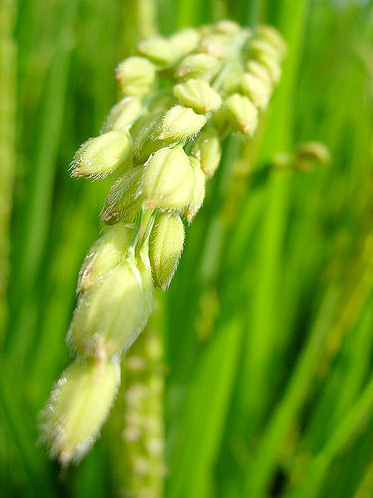
稻穗

稻的生長非常快，最久一年，最快則三到四個月，就能從發芽、開花、完成結實的過程。稻的種子在伸出幼芽的時間僅需兩三天，幼芽抽出第一片葉子，又只需要三天，因此在氣候溫和的地區，一年可種三期稻。農人選稻種時，多會將其泡在水中，輕而浮起的稻種會被淘汰，剩下來的就會培育成稻苗。湄公河下游，有一種水稻（浮稻）生活在水中，葉隨水漲生長，最長有8米，越南人叫魔鬼稻（這種水稻最早由百越中的雒越人種植，在湄公河，紅河，薩爾溫江與伊洛瓦底江下游）。
稻株高45-100厘米，幼苗分櫱性強，常叢生成簇；稈中空；葉互生狹長具平行脈；複總狀花序（疏鬆的圓錐花序），兩性花，淡綠色，自花授粉為主；穎果一枚，即稻穀。稻葉在幼年時，跟雜草非常相似，一樣具有長扁型的外觀，農人多依賴稻葉特殊的葉耳與葉舌來區分。葉耳就是稻葉葉環的兩端長出耳狀之物，葉舌則是稻葉葉環內長出的薄膜。稻葉的葉脈是平行的，中央有很明顯的中脈，呈綠色，在中肋，邊緣或尖端有時也會有紫色色素。稻根呈鬍鬚狀，細短而多，隨著稻的成長數量會增多，稻株旁也會不斷長出小枝來。
稻在經過營養生長期後，會進入生殖生長期；首先是分化出幼穗，接著有孕穗期，最後出穗期；此時莖稈上端叢聚成串的長條物，稱作稻穗，由於稻花不明顯，稻穗可泛稱此串小花或籽實。一株稻穗約開200-300朵稻花，一朵稻花（小花）形成一粒稻穀。稻為雌雄同株，稻花沒有花瓣，雄蕊雌蕊生在一起，微小且由內外稃保護著，所以不易直接觀察。稻屬植物的花與其他大多數禾本科植物的花略不同，其穎片為兩極度退化的苞片，其上反而多了不育苞片。稻為自花授粉，花粉與雌蕊子房中的胚珠結合，發育而成胚芽，也就是人類食用和攝取營養的主要來源。在胚芽附近，還有漿狀的胚乳會不斷增加，使子房日漸肥大。
結成的籽實，稱作稻穀。野生陸稻的稻榖上有稻芒，經馴化的亞洲水稻，已不具稻芒。稻穀由外而內分別有稻殼（稃）、糠層（果皮、種皮、珠心層、糊粉層的總稱）、胚及胚乳等部分。

## 稻的生長範圍與產量

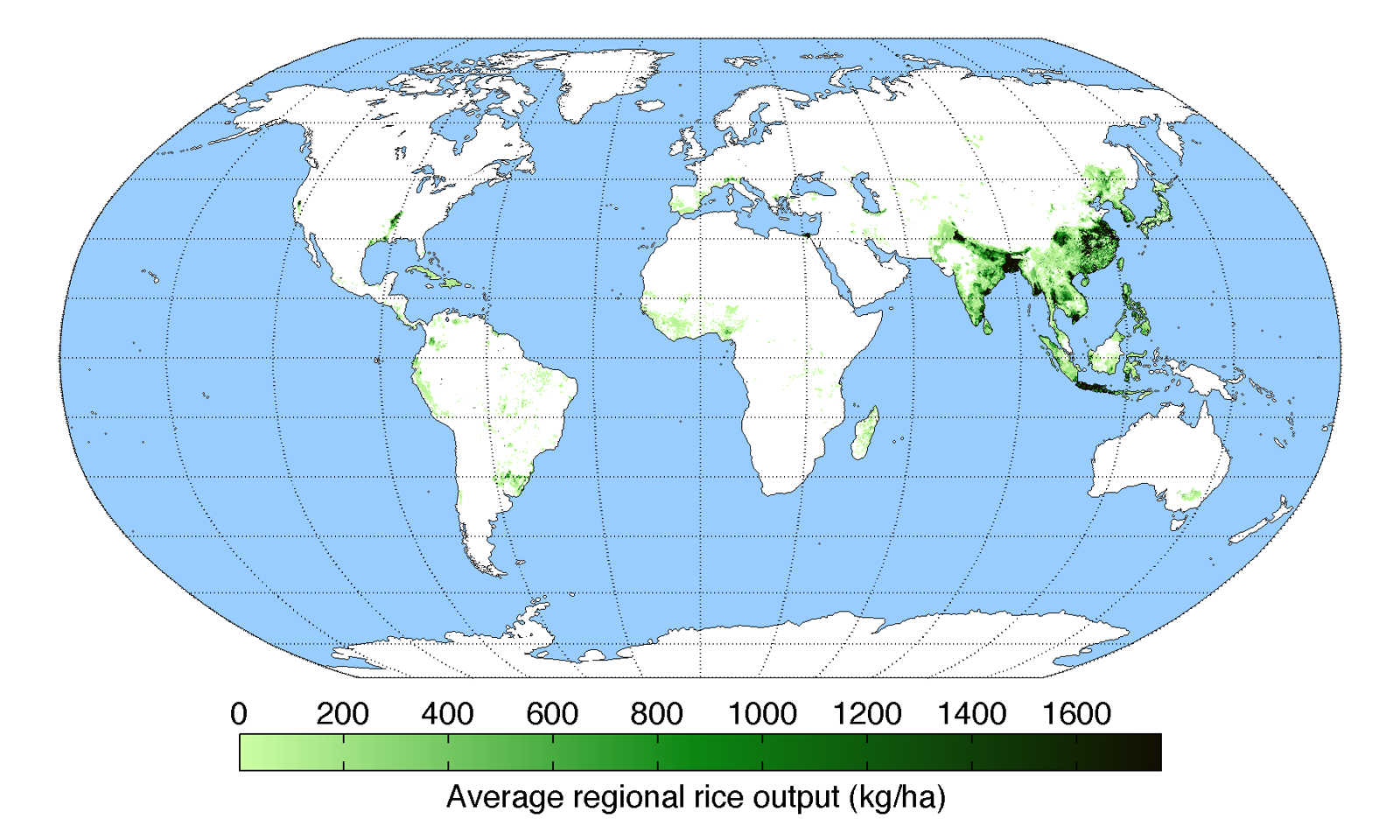
平均地區產量 (千克/公頃)

稻主要的生长区域是中国南方，最高可以在2500多米的瀾滄江高原上種植，日本、朝鲜半岛、东南亚、南亚、欧洲南部地中海沿岸、美国东南部、中美洲、大洋洲和非洲部分地区，中国大陸北方沿河地区也种植稻。也就是說，除了南極洲之外，幾乎大部份地方都有稻米生長。
在2003年統計，全世界的稻作產量高達5億8900萬噸。在亞洲就有5億3400萬噸的產量。而全世界稻田總面積可達150萬平方公里。目前，最大的稻米出口國為泰國。
根據聯合國糧農組織農業統計資料庫，2005年各大洲稻米產量如下：
| 稻米产量前20名国家—2016年 (百万吨) | 稻米产量前20名国家—2016年 (百万吨) |
| ---------------------------------- | ---------------------------------- |
| 中国                               | 211.1                              |
| 印度                               | 158.8                              |
| 印度尼西亞                         | 77.3                               |
|                                    | 52.6                               |
| 越南                               | 43.4                               |
| 緬甸                               | 25.7                               |
| 泰國                               | 25.3                               |
| 菲律賓                             | 17.6                               |
| 巴西                               | 10.6                               |
| 巴基斯坦                           | 10.4                               |
| 美国                               | 10.2                               |
| 柬埔寨                             | 9.8                                |
| 日本                               | 8.0                                |
| 埃及                               | 6.3                                |
| 奈及利亞                           | 6.1                                |
|                                    | 5.6                                |
| 尼泊尔                             | 4.3                                |
|                                    | 4.1                                |
| 斯里蘭卡                           | 4.1                                |
| 马达加斯加                         | 3.8                                |
| 来源： 粮食及农业组织              |                                    |

| 地區                     | 稻作面積（公頃） | 生產量（稻穀，公噸） |
| ------------------------ | ---------------- | -------------------- |
| 全球                     | 153,511,755      | 614,654,895          |
| 非洲                     | 9,130,990        | 18,565,960           |
| 亞洲                     | 135,657,614      | 556,018,828          |
| 歐洲                     | 565,249          | 3,235,900            |
| 北美洲与中美洲           | 2,061,010        | 12,431,243           |
| 大洋洲                   | 58,300           | 451,300              |
| 南美洲                   | 6,038,592        | 23,951,664           |
| 資料來源：農業統計資料庫 |                  |                      |

2016年，全世界水稻平均单产为4636千克/公顷。

## 耕种方式
目前稻的耕種除传统的人工耕种方式，亦有高度机械化的耕种方式。但仍不失下列步驟：
1. 整地：種稻之前，必須先將稻田的土壤翻過，使其鬆軟，這個過程分為粗耕、細耕和蓋平三個期間。過去使用獸力和犁具，主要是水牛或黃牛來整地犁田，但現在多用機器整地。
2. 育苗：農民先在某塊田中培育秧苗，此田往往會被稱為秧田，在撒下稻種後，農人多半會在土上灑一層稻殼灰；現代則多由專門的育苗中心使用育苗箱來使稻苗成長，好的稻苗是稻作成功的關鍵。在秧苗長高約八公分時，就可以進行插秧了。
3. 插秧：將秧苗仔細的插進稻田中，間格有序。傳統的插秧法會使用秧繩、秧標或插秧輪，來在稻田中做記號。手工插秧時，會在左手的大拇指上戴分秧器，幫助農人將秧苗分出，並插進土裡。插秧的氣候相當重要，如大雨則會將秧苗打壞。現代多有插秧機插秧，但在土地起伏大，形狀不是方型的稻田中，還是需要人工插秧。秧苗一般會呈南北走向。还有更为便利的抛秧。目前，先进的种植方法采用稀植或超稀植，密度基本固定在行距30㎝，株距20㎝左右（每平方米16穴）的范围内。
4. 除草除蟲：秧苗成長的時候，得時時照顧，並拔除雜草、有時也需用农药來除掉害蟲（如福壽螺）。
5. 施肥：秧苗在抽高，長出第一節稻莖的時候稱為分蘗期，這段期間往往需要施肥，讓稻苗成長的健壯，並促進日後結穗米質的飽滿和數量。以高产为目的的超级稻，每公顷施肥量为氮160～220kg，P2O5 75～100kg，K2O 50～75kg。
6. 灌排水：水稻比較倚賴這個程序，旱稻的話是旱田，灌排水的過程較不一樣，但是一般都需在插秧後，幼穗形成時，還有抽穗開花期加強水份灌溉。随着现代除草技术的完善、施肥技术与品种和旱育稀植栽培等各个种先进技术的推广，现在一般执行分蘖期浅灌，幼穗分化开始间隙灌水的方法的同时，到幼穗分化的中后期，如遇到低温就深灌水来防止低温冷害的灌水方法。耕種

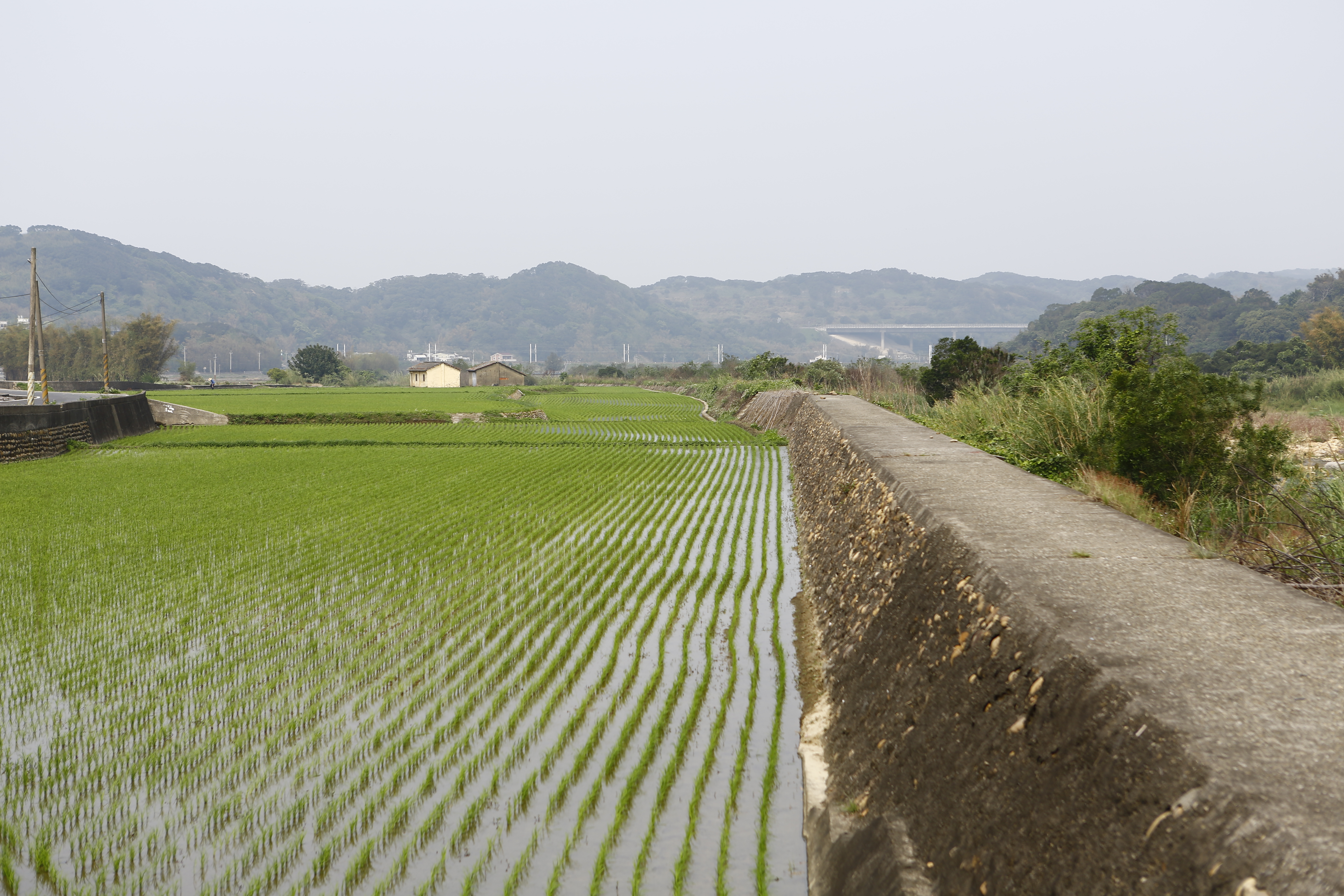
耕種

7. 收成：當稻穗垂下，金黃飽滿時，就可以開始收成，過去是農民一束一束，用鐮刀割下，再紮起，利用打穀機使稻穗分離，現代則有收割机，將稻穗捲入後，直接將稻穗與稻莖分離出來，一粒一粒的稻穗就成為稻穀。
8. 乾燥、筛选：收成的稻穀需要乾燥，過去多在三合院的前院曬穀，需時時翻動，讓稻穀乾燥。筛选則是將瘪穀等雜質刪掉，用電動分穀機、风车或手工抖动分穀，利用風力將飽滿有重量的稻穀自動篩選出來。

免耕抛秧法現在人工種植水稻的一種新方法，可以省去整理土地的劳累。主要思路就是只對土地進行除草，而秧苗是用秧盤進行育苗。不過，只能適用於水田。由於免去了對土地的整理，而且抛秧也比插秧要快很多，因此可以大幅度減輕農民的勞動負擔。

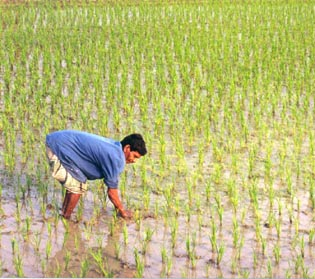
孟加拉国：插秧
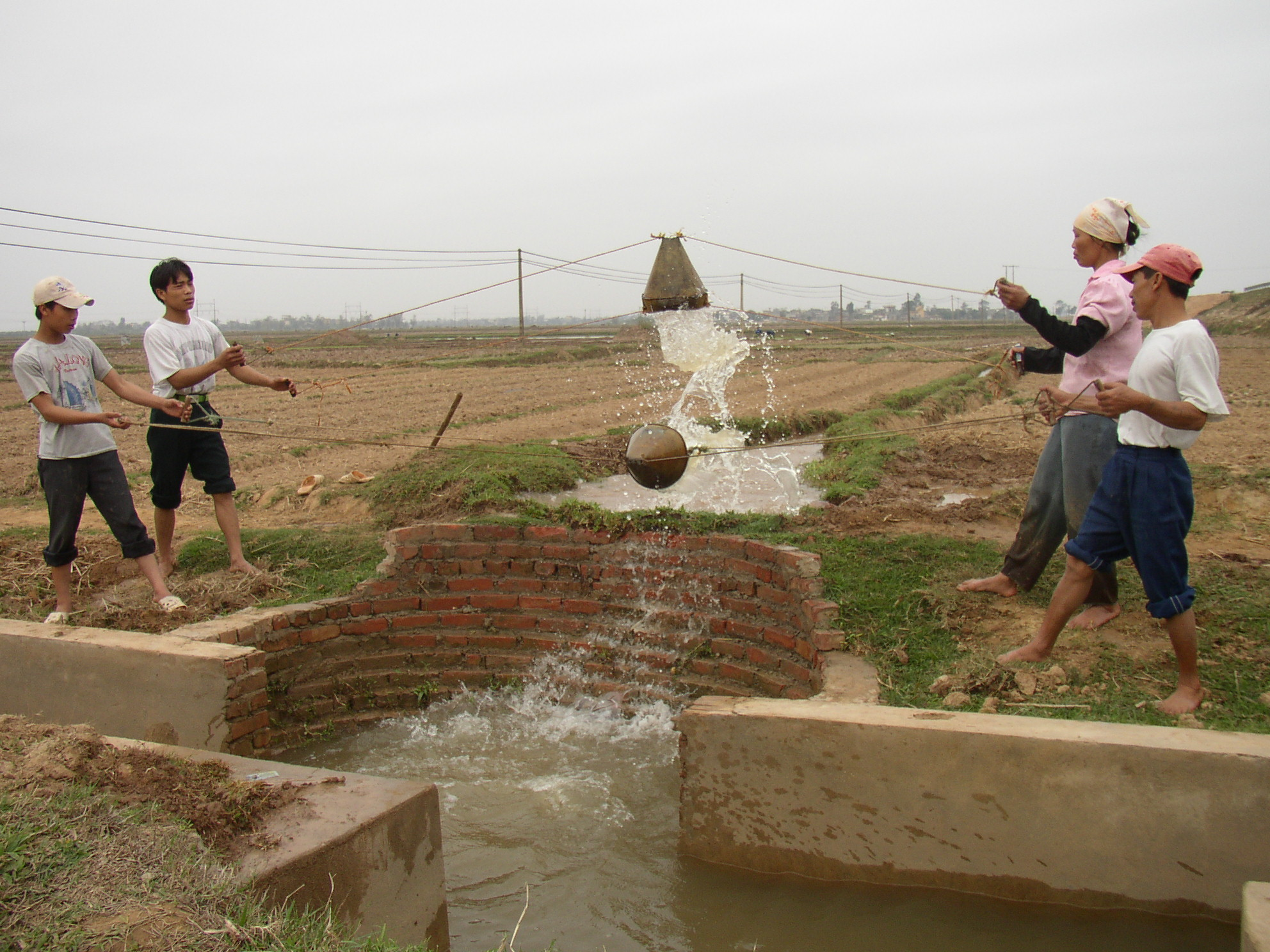
越南：人工提水灌溉
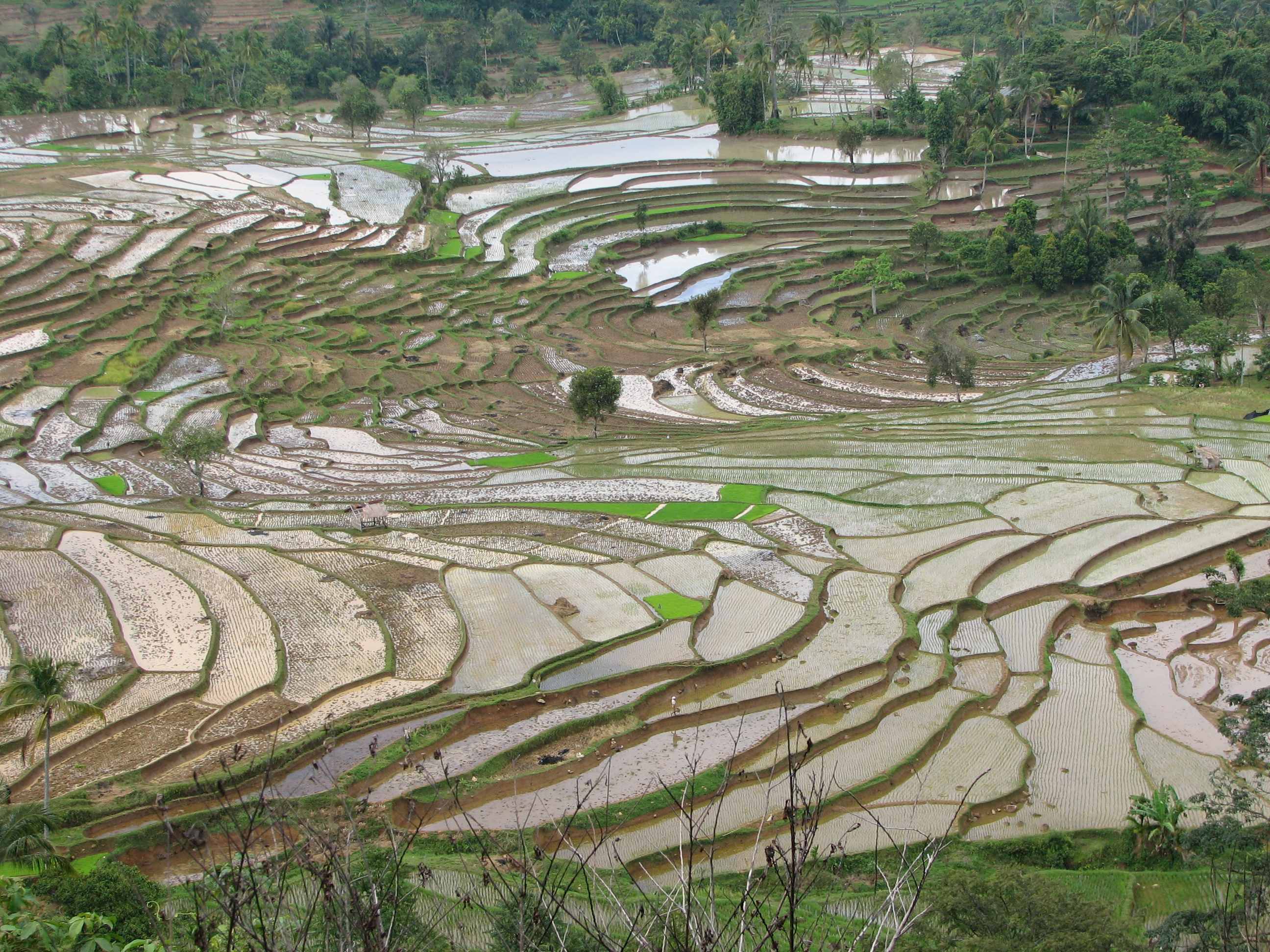
印尼：水稻梯田
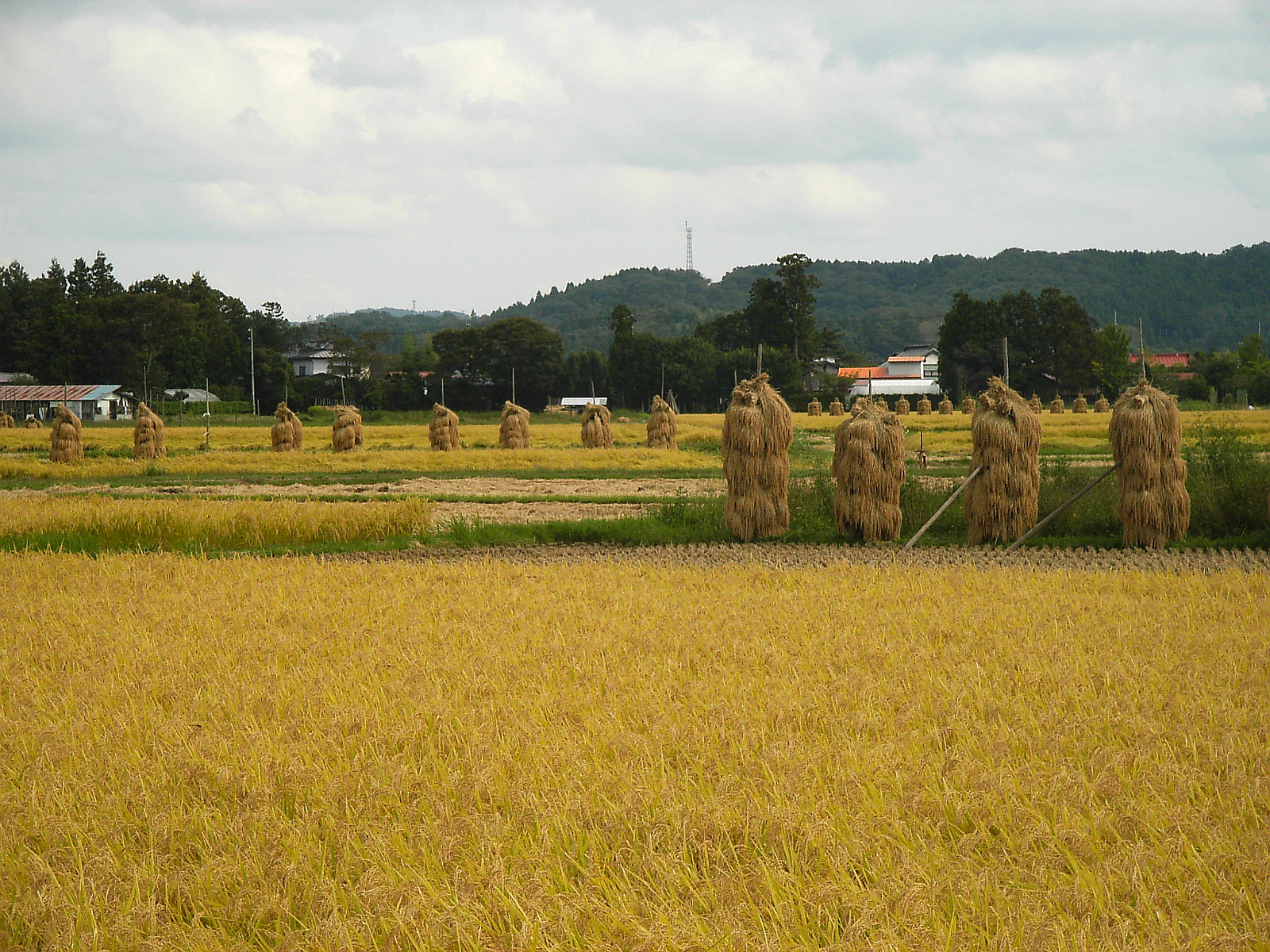
日本：成熟的稻子
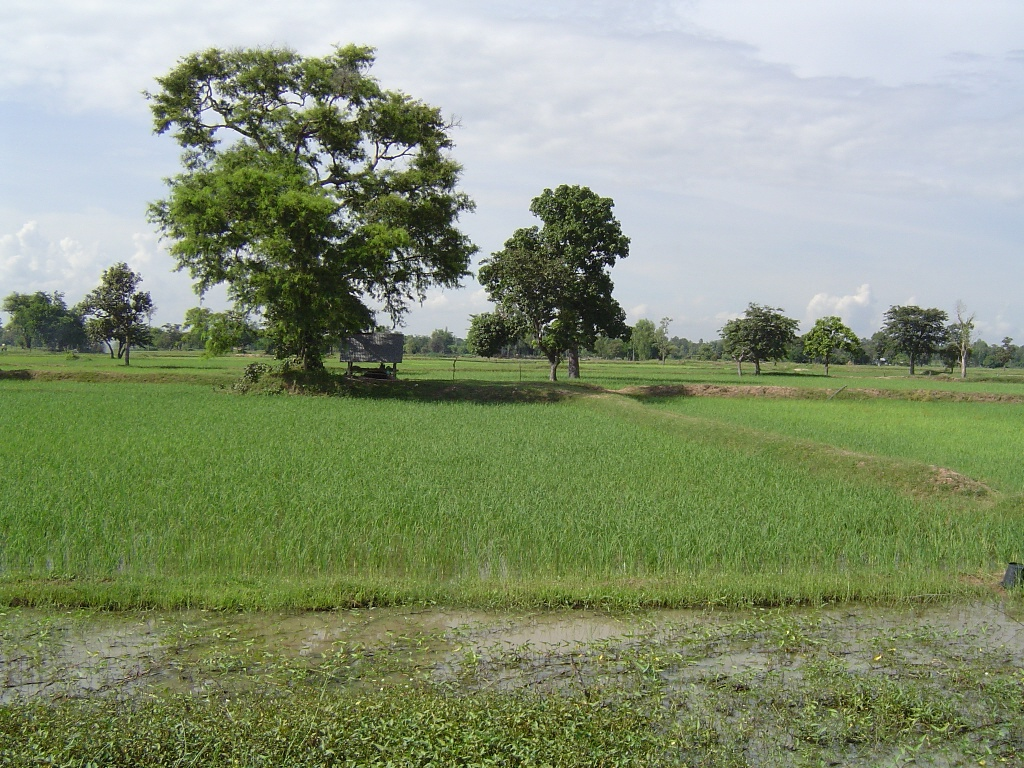
泰国：水稻幼苗
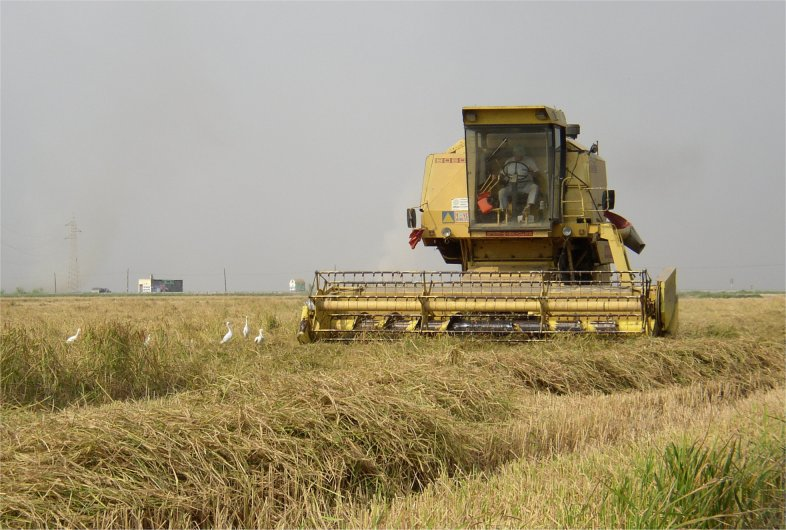
西班牙：机械收割
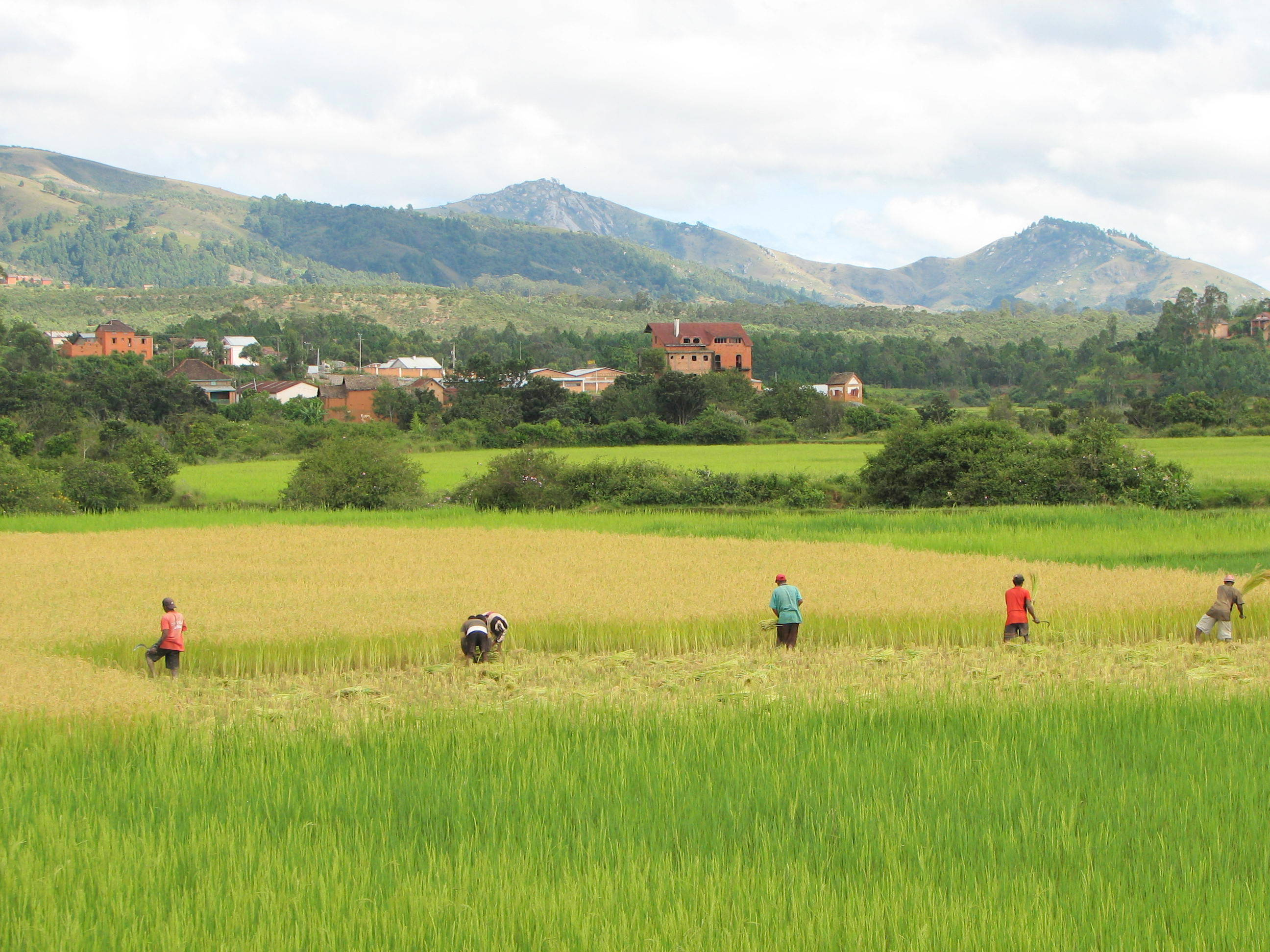
马达加斯加：人工收割
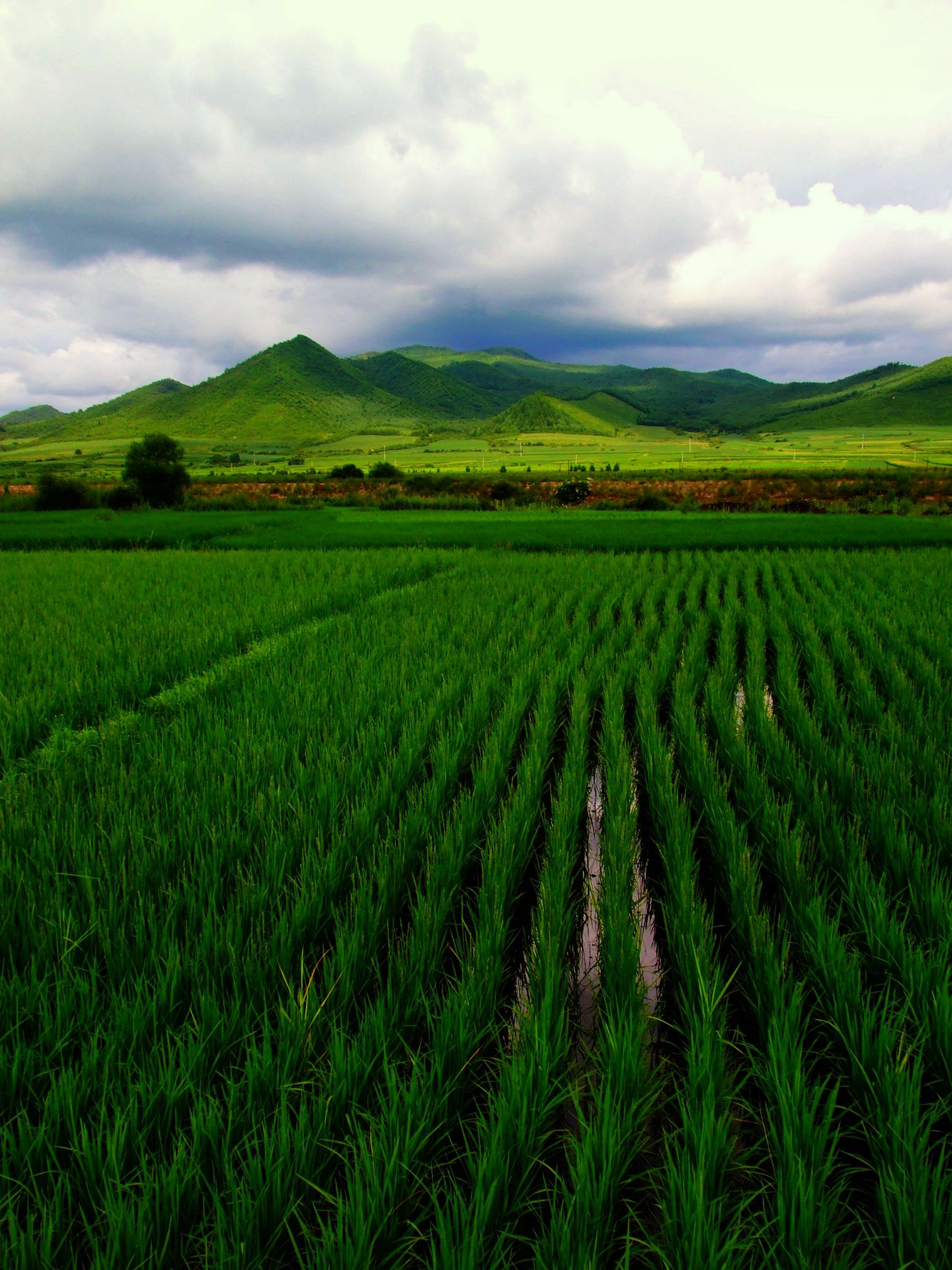
中国：雨后的稻田

## 稻米收成
在不同的地区，稻米一年中收成的次数也是不同的。在東南亞、華南等纬度较低的地方，稻米一年能收成三次；中國長江流域及台灣、日本等一年能收成兩次；而在中國北方、朝鮮半島、等纬度较高的地区稻米一年只能收成一次。在湄公河下游，兩年可收成七次。
此外，稻米收成有時會因為一些天災或動物而造成欠收。天災方面包括河水泛濫、洪水暴雨、乾旱和山火等。而造成禍害的動物則主要為福壽螺、老鼠和蝗蟲等。

## 稻米的营养
稻米所含的营养以淀粉为主，是热量的主要来源，其中的直链淀粉含量也是区分秈稻、粳稻、糯稻的依據。稻米的成分有：糖类、蛋白质、钙、磷、铁、葡萄糖、果糖、麦芽糖、维生素B1、维生素B2等。白米的澱粉粒小，粉质最细，例如马铃薯的淀粉直经为70～100μm，小麦30～45μm，玉米15～25μm，水稻仅为3～10μm。稻米的纤维素含量少，因此口感好，又便于人体消化和吸收，例如玉米5.5%，小麦3.0%，稻米0.3%。
| 主食：                     | 玉米  | 稻米 | 小麥  | 马铃薯 | 樹薯 | 大豆 | 番薯  | 高粱 | 薯蓣属（含山药） | 香蕉 | 芋头  |
| -------------------------- | ----- | ---- | ----- | ------ | ---- | ---- | ----- | ---- | ---------------- | ---- | ----- |
| 成分（每100g）             | 含量  | 含量 | 含量  | 含量   | 含量 | 含量 | 含量  | 含量 | 含量             | 含量 | 含量  |
| 水分 (g)                   | 10    | 12   | 13    | 79     | 60   | 68   | 77    | 9    | 70               | 65   | 71    |
| 熱量 (kJ)                  | 1528  | 1528 | 1369  | 322    | 670  | 615  | 360   | 1419 | 494              | 511  | 469   |
| 蛋白质 (g)                 | 9.4   | 7.1  | 12.6  | 2.0    | 1.4  | 13.0 | 1.6   | 11.3 | 1.5              | 1.3  | 1.5   |
| 脂肪 (g)                   | 4.74  | 0.66 | 1.54  | 0.09   | 0.28 | 6.8  | 0.05  | 3.3  | 0.17             | 0.37 | 0.20  |
| 碳水化合物 (g)             | 74    | 80   | 71    | 17     | 38   | 11   | 20    | 75   | 28               | 32   | 26    |
| 膳食纖維 (g)               | 7.3   | 1.3  | 12.2  | 2.2    | 1.8  | 4.2  | 3     | 6.3  | 4.1              | 2.3  | 4.1   |
| 糖 (g)                     | 0.64  | 0.12 | 0.41  | 0.78   | 1.7  | 0    | 4.18  | 0    | 0.5              | 15   | 0.40  |
| 钙 (mg)                    | 7     | 28   | 29    | 12     | 16   | 197  | 30    | 28   | 17               | 3    | 43    |
| 铁 (mg)                    | 2.71  | 0.8  | 3.19  | 0.78   | 0.27 | 3.55 | 0.61  | 4.4  | 0.54             | 0.6  | 0.55  |
| 鎂 (mg)                    | 127   | 25   | 126   | 23     | 21   | 65   | 25    | 0    | 21               | 37   | 33    |
| 磷 (mg)                    | 210   | 115  | 288   | 57     | 27   | 194  | 47    | 287  | 55               | 34   | 84    |
| 钾 (mg)                    | 287   | 115  | 363   | 421    | 271  | 620  | 337   | 350  | 816              | 499  | 591   |
| 钠 (mg)                    | 35    | 5    | 2     | 6      | 14   | 15   | 55    | 6    | 9                | 4    | 11    |
| 锌 (mg)                    | 2.21  | 1.09 | 2.65  | 0.29   | 0.34 | 0.99 | 0.3   | 0    | 0.24             | 0.14 | 0.23  |
| 铜 (mg)                    | 0.314 | 0.22 | 0.434 | 0.11   | 0.10 | 0.13 | 0.15  | -    | 0.18             | 0.08 | 0.172 |
| 锰 (mg)                    | 0.485 | 1.09 | 3.985 | 0.15   | 0.38 | 0.55 | 0.26  | -    | 0.40             | -    | 0.383 |
| 硒 (μg)                    | 15.5  | 15.1 | 70.7  | 0.3    | 0.7  | 1.5  | 0.6   | 0    | 0.7              | 1.5  | 0.7   |
| 维生素C (mg)               | 0     | 0    | 0     | 19.7   | 20.6 | 29   | 2.4   | 0    | 17.1             | 18.4 | 4.5   |
| 硫胺(維生素B1) (mg)        | 0.385 | 0.58 | 0.383 | 0.08   | 0.09 | 0.44 | 0.08  | 0.24 | 0.11             | 0.05 | 0.095 |
| 核黃素(維生素B2) (mg)      | 0.201 | 0.05 | 0.115 | 0.03   | 0.05 | 0.18 | 0.06  | 0.14 | 0.03             | 0.05 | 0.025 |
| 烟酸(維生素B3) (mg)        | 3.627 | 4.19 | 5.464 | 1.05   | 0.85 | 1.65 | 0.56  | 2.93 | 0.55             | 0.69 | 0.60  |
| 泛酸(維生素B5) (mg)        | 0.424 | 1.01 | 0.954 | 0.30   | 0.11 | 0.15 | 0.80  | -    | 0.31             | 0.26 | 0.30  |
| 吡哆素(維生素B6) (mg)      | 0.622 | 0.16 | 0.3   | 0.30   | 0.09 | 0.07 | 0.21  | -    | 0.29             | 0.30 | 0.28  |
| 葉酸(維生素B9) (總量) (μg) | 19    | 231  | 38    | 16     | 27   | 165  | 11    | 0    | 23               | 22   | 22    |
| 維生素A (IU)               | 214   | 0    | 9     | 2      | 13   | 180  | 14187 | 0    | 138              | 1127 | 76    |
| 維生素E, α-生育酚 (mg)     | 0.49  | 0.11 | 1.01  | 0.01   | 0.19 | 0    | 0.26  | 0    | 0.39             | 0.14 | 2.38  |
| 維生素K (μg)               | 0.3   | 0.1  | 1.9   | 1.9    | 1.9  | 0    | 1.8   | 0    | 2.6              | 0.7  | 1.0   |
| β-胡蘿蔔素 (μg)            | 97    | 0    | 5     | 1      | 8    | 0    | 8509  | 0    | 83               | 457  | 35    |
| 葉黃素+玉米黃質 (μg)       | 1355  | 0    | 220   | 8      | 0    | 0    | 0     | 0    | 0                | 30   | 0     |
| 飽和脂肪酸 (g)             | 0.667 | 0.18 | 0.269 | 0.03   | 0.07 | 0.79 | 0.02  | 0.46 | 0.04             | 0.14 | 0.041 |
| 單元不飽和脂肪酸 (g)       | 1.251 | 0.21 | 0.2   | 0.00   | 0.08 | 1.28 | 0.00  | 0.99 | 0.01             | 0.03 | 0.016 |
| 多元不飽和脂肪酸 (g)       | 2.163 | 0.18 | 0.627 | 0.04   | 0.05 | 3.20 | 0.01  | 1.37 | 0.08             | 0.07 | 0.083 |

1. ↑  黃玉米
2. ↑  白的,長粒,一般,生稻米
3. ↑  硬的,紅的,冬小麥
4. ↑  生馬鈴薯（肉和皮）
5. ↑  生樹薯
6. ↑  生綠大豆
7. ↑  生番薯
8. ↑  生高粱
9. ↑  生薯蓣
10. ↑  生香蕉
11. ↑  生芋头

|           | 蛋白质 | 蛋白质 | 维生素 | 维生素 | 维生素 | 维生素 | 维生素 | 维生素 | 维生素 | 维生素 | 维生素 | 维生素 | 维生素 | 维生素 | 维生素 | 礦物 | 礦物 | 礦物 | 礦物 | 礦物 | 礦物 | 礦物 | 礦物 | 礦物 | 礦物 |
| 食物      | DV     | Q      | A      | B1     | B2     | B3     | B5     | B6     | B9     | B12    | Ch.    | C      | D      | E      | K      | Ca   | Fe   | Mg   | P    | K    | Na   | Zn   | Cu   | Mn   | Se   |
| 烹调损失% |        |        | 10     | 30     | 20     | 25     |        | 25     | 35     | 0      | 0      | 30     |        |        |        | 10   | 15   | 20   | 10   | 20   | 5    | 10   | 25   |      |      |
| --------- | ------ | ------ | ------ | ------ | ------ | ------ | ------ | ------ | ------ | ------ | ------ | ------ | ------ | ------ | ------ | ---- | ---- | ---- | ---- | ---- | ---- | ---- | ---- | ---- | ---- |
| 玉米      | 20     | 55     | 1      | 13     | 4      | 16     | 4      | 19     | 19     | 0      | 0      | 0      | 0      | 0      | 1      | 1    | 11   | 31   | 34   | 15   | 1    | 20   | 10   | 42   | 0    |
| 大米      | 14     | 71     | 0      | 12     | 3      | 11     | 20     | 5      | 2      | 0      | 0      | 0      | 0      | 0      | 0      | 1    | 9    | 6    | 7    | 2    | 0    | 8    | 9    | 49   | 22   |
| 小麦      | 27     | 51     | 0      | 28     | 7      | 34     | 19     | 21     | 11     | 0      | 0      | 0      | 0      | 0      | 0      | 3    | 20   | 36   | 51   | 12   | 0    | 28   | 28   | 151  | 128  |
| 大豆      | 73     | 132    | 0      | 58     | 51     | 8      | 8      | 19     | 94     | 0      | 24     | 10     | 0      | 4      | 59     | 28   | 87   | 70   | 70   | 51   | 0    | 33   | 83   | 126  | 25   |
| 木豆      | 43     | 91     | 1      | 43     | 11     | 15     | 13     | 13     | 114    | 0      | 0      | 0      | 0      | 0      | 0      | 13   | 29   | 46   | 37   | 40   | 1    | 18   | 53   | 90   | 12   |
| 马铃薯    | 4      | 112    | 0      | 5      | 2      | 5      | 3      | 15     | 4      | 0      | 0      | 33     | 0      | 0      | 2      | 1    | 4    | 6    | 6    | 12   | 0    | 2    | 5    | 8    | 0    |
| 番薯      | 3      | 82     | 284    | 5      | 4      | 3      | 8      | 10     | 3      | 0      | 0      | 4      | 0      | 1      | 2      | 3    | 3    | 6    | 5    | 10   | 2    | 2    | 8    | 13   | 1    |
| 菠菜      | 6      | 119    | 188    | 5      | 11     | 4      | 1      | 10     | 49     | 0      | 4.5    | 47     | 0      | 10     | 604    | 10   | 15   | 20   | 5    | 16   | 3    | 4    | 6    | 45   | 1    |
| 蒔蘿      | 7      | 32     | 154    | 4      | 17     | 8      | 4      | 9      | 38     | 0      | 0      | 142    | 0      | 0      | 0      | 21   | 37   | 14   | 7    | 21   | 3    | 6    | 7    | 63   | 0    |
| 胡萝卜    | 2      |        | 334    | 4      | 3      | 5      | 3      | 7      | 5      | 0      | 0      | 10     | 0      | 3      | 16     | 3    | 2    | 3    | 4    | 9    | 3    | 2    | 2    | 7    | 0    |
| 番石榴    | 5      | 24     | 12     | 4      | 2      | 5      | 5      | 6      | 12     | 0      | 0      | 381    | 0      | 4      | 3      | 2    | 1    | 5    | 4    | 12   | 0    | 2    | 11   | 8    | 1    |
| 木瓜      | 1      | 7      | 22     | 2      | 2      | 2      | 2      | 1      | 10     | 0      | 0      | 103    | 0      | 4      | 3      | 2    | 1    | 2    | 1    | 7    | 0    | 0    | 1    | 1    | 1    |
| 南瓜      | 2      | 56     | 184    | 3      | 6      | 3      | 3      | 3      | 4      | 0      | 0      | 15     | 0      | 5      | 1      | 2    | 4    | 3    | 4    | 10   | 0    | 2    | 6    | 6    | 0    |
| 葵花油    | 0      |        | 0      | 0      | 0      | 0      | 0      | 0      | 0      | 0      | 0      | 0      | 0      | 205    | 7      | 0    | 0    | 0    | 0    | 0    | 0    | 0    | 0    | 0    | 0    |
| 蛋        | 25     | 136    | 10     | 5      | 28     | 0      | 14     | 7      | 12     | 22     | 45     | 0      | 9      | 5      | 0      | 5    | 10   | 3    | 19   | 4    | 6    | 7    | 5    | 2    | 45   |
| 乳        | 6      | 138    | 2      | 3      | 11     | 1      | 4      | 2      | 1      | 7      | 2.6    | 0      | 0      | 0      | 0      | 11   | 0    | 2    | 9    | 4    | 2    | 3    | 1    | 0    | 5    |

Ch. = 胆碱; 
Ca = 钙;  
Fe = 铁;  
Mg = 镁;  
P = 磷;  
K = 钾;  
Na = 钠;  
Zn = 锌;  
Cu = 铜;  
Mn = 锰;  
Se = 硒;

%DV = % 每日摄入量 即 %  DRI ( 膳食营养素参考摄入量)

注：所有营养价值包括蛋白质是每100克食物的%DV。浅灰色背景和醒眼的字体突出显示显著的值。

烹调损失 = % 最大典型还原营养因沸腾而不排水，蛋奶蔬菜组

Q = 无需调整可消化的蛋白质质量的完整性。

## 加工後米的種類

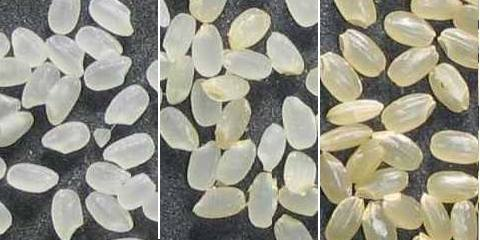
精制度不同的米

稻成熟之後結穀，稻穀去皮之後就成為了米。也就是今日大家在商場、市場看到的商品。米的種類也相當多種，而且不限於地區販售，因此在中國可能也會吃到泰國米，在日本也會吃到台灣出產的米。此處將米的種類以加工過程做簡單區分；稻的品種也會影響米的種類。
- 糙米：稻穀仅仅去除了稻壳後称作“糙米”，其營養價值比胚芽米和白米較高，但浸水和煮食時間也較長。
- 胚芽米：糙米加工後去除糠層保留胚及胚乳，保留了七成半的產物比例，是糙米和白米的中間產物。
- 白米：糙米加工後去除糠層，去除胚，保留胚乳，保留了七成的產物比例。市場上最主要的類別。
- 預熟米（改造米）：將食米經浸潤、蒸煮、乾燥等處理。
- 發芽米：由糙米發芽而成。稻穀去穀，經超音波洗淨，去除表面雜質，再以溫水發芽18至22個小時，以低溫烘焙而成。
- 營養強化米：食米添加一種或多種營養素。
- 速食米：食米經加工處理，可以開水浸泡或經短時間煮沸，即可食用。
- 有機米：水稻栽種過程中，不施用化學合成農藥及化學肥料，採有機式（以天然萃取物或浸泡汁液防治病蟲害、施用有機肥料等）管理，種植生產的稻米，經加工所得的食米。
- 免淘洗米：不用淘洗就可以直接煮成米飯。

### 稻的種類與米的種類的關係
在很多時候，稻的種類與米的種類是一致時，習慣稱「某某米」，而非「某某稻」。例如稱「印度香米」，而少稱「印度香稻」。但也有些時候，米和稻不能混為一談，原因是同一種稻，可能精製出不同的米。例如臺灣日治時期的在來米，原本是秈稻，蓬萊米則是粳稻的代名詞。但時至今日，在來米與蓬來米又各自發展出相當多品種，有些學者遂建議不能再混為一談，應在最基本品種時，使用秈、粳的稱呼較為妥當。

### 米的分类
分为四个品种：籼米、粳米、籼糯米（長糯米）、粳糯米（圓糯米）。按照质量等级，籼米与粳米分为一级、二级、三级、四级；籼糯米与粳糯米分为一级、二级、三级。

## 稻米的烹调

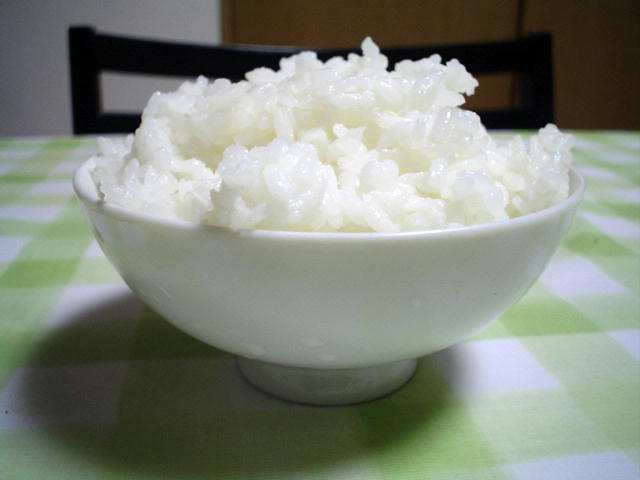
米饭是歷史悠久的世界性主食之一

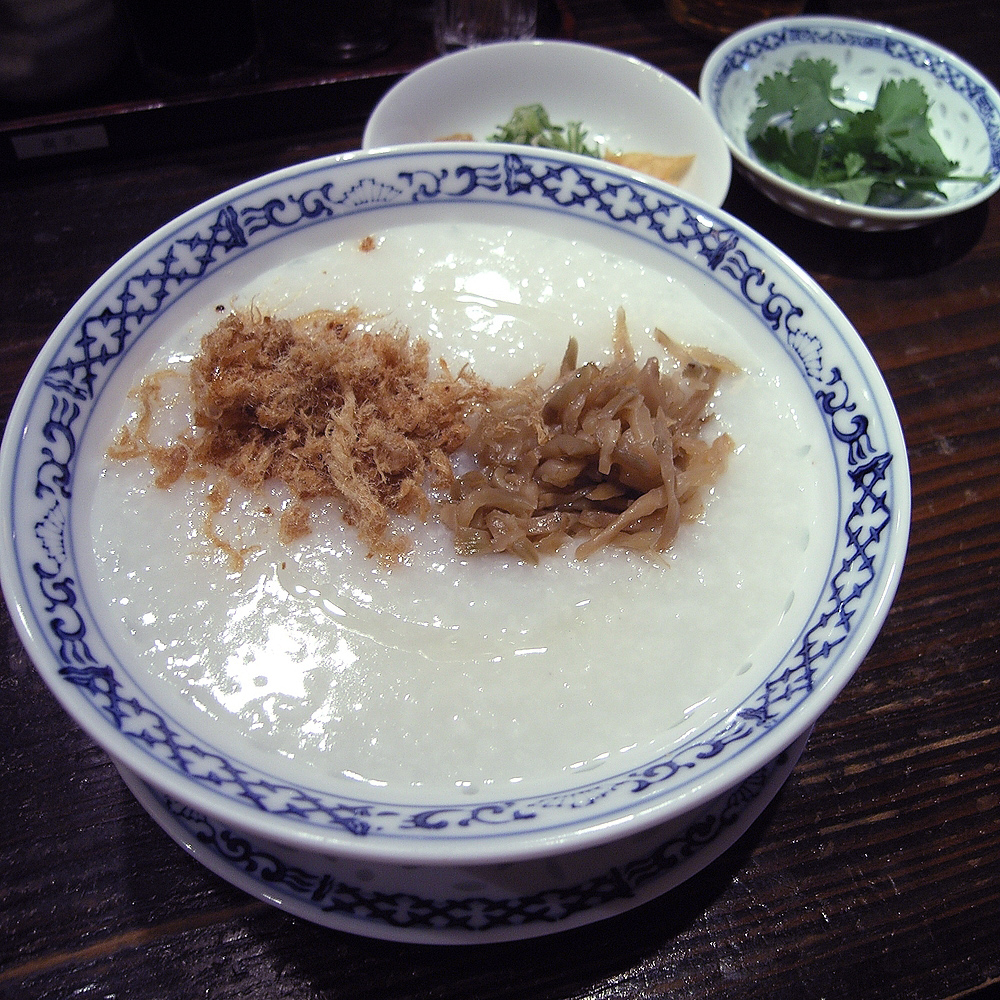
一碗白粥配些肉鬆酸菜，是一种常见的早餐

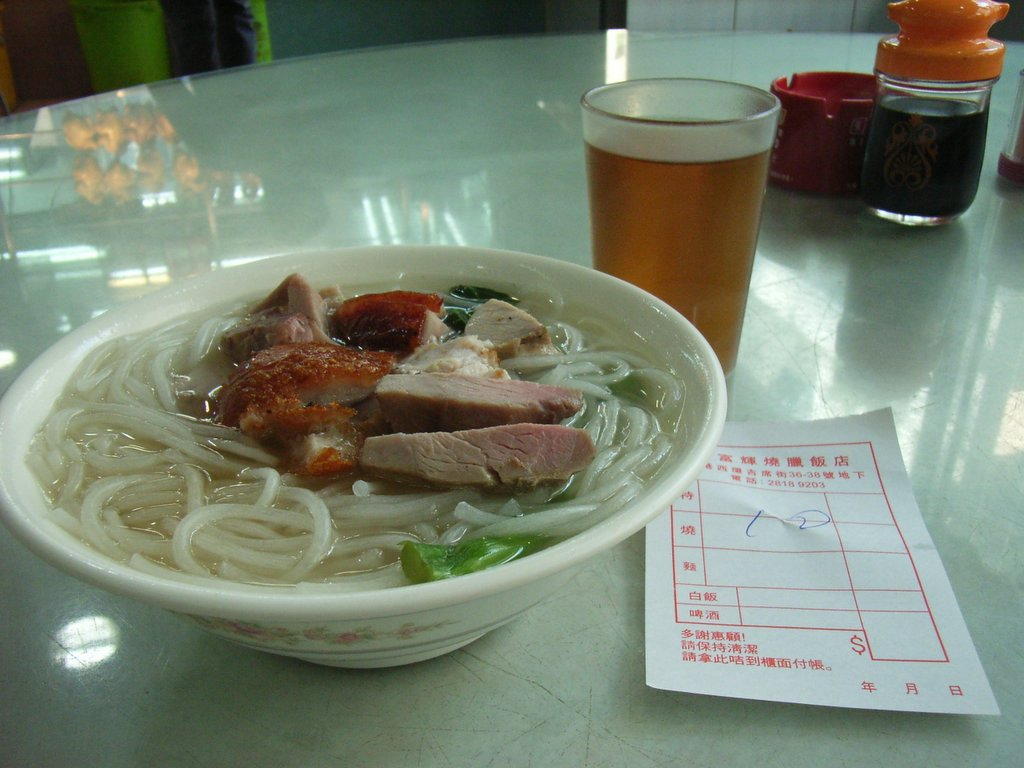
叉肉瀨是香港當見的食品，常見於茶餐廳及燒味飯店

### 飯與粥
稻變成米之後的烹調方式相當多種，但基本上可依煮出來後的含水量來分類，最簡單的有以下兩種：
- 飯：一杯米加一杯水，煮出來的米適當的膨脹，裡面全熟，且整鍋不留水份，就是飯。
- 粥：一杯米加五杯水，煮出來的米軟爛，邊緣模糊，膨脹的比原來大三四倍，且整鍋還保有水份，就是粥。

### 五花八門的米食

#### 條類米製品
一般由米磨成粉再加工製作而成麵條或麵線的形狀。部份於製作過程已煮熟，所以煮食時以滾水燙熟即可食用。
- 米粉：歷史悠久，可追索至魏晉南北朝的食品。當時中國南方盛產稻米，而米粉因攜帶、食用方便而流行，有湯米粉及炒米粉等吃法。
- 米線：與米粉相似，但作法不同。以中國雲南的過橋米線為源，亦最為著名。
- 餌絲：中國雲南食品，沒有米線的滑溜。一般滇西和滇西北人比較愛好吃餌絲，而滇東滇中一帶比較喜歡米線。著名的餌絲是騰衝餌絲。
- 金邊粉：金邊是柬埔寨首都的名稱，現時金邊粉也成為越南菜和泰國菜的一部份。
- 檬粉：檬粉形狀與中國的米線一樣，在越南語中是米粉的意思。以撈檬粉較為著名。
- 餅噲：越南美食之一鮮銀絲米粉繞成薄片形狀，用生菜、香菜草、花生米、烤肉、甘蔗蝦等包起來蘸魚露吃，著名餅噲併盤有烤肉、烤海鮮、蔗蝦、春卷，一次可以品嘗多種越式美食。
- 酹粉（俗寫作瀨粉）：中國廣東地區的食品，經常伴叉燒和燒鴨等燒味，如：叉燒瀨、賓巾（Bánh canh）在越南語中是瀨粉的意思。
- 河粉（或稱沙河粉）：源自中國廣州沙河，最著名的為乾炒牛河及生牛肉沙河粉。河粉亦在東南亞相當普遍，Phở（近似念成广东话发音的“火”）在越南語中是河粉的意思。
- 粿條（又稱粄條或粿仔條）：泰國米製品，與河粉相似，Hủ Tiếu（近似念成广东话发音的“好雕”）在越南語中是粿條的意思。

#### 加工類米製品
此外，还有加工成各种糕点或小吃食用的，如：
- 鍋巴：煮飯時鍋底微焦，全乾的部份。炸鍋巴來做菜，也相當有名。四川菜中就有一道鍋巴肉片；韓國有一種糖果「鍋巴糖」就是用鍋巴加上砂糖製成。
- 米香（華南地區稱米通，又稱爆米香）：不加水，只用高溫使米膨脹。一般以混合糖的製法為主，近年亦有巧克力、花生味等口味。[11]
  - 米花糖：與米通相似。一般以棒狀或條狀售賣。
- 米糕：於台灣地區，是使用糯米，有時搭配肉類（例如五花肉)煮成。[12][13]
- 米餅：包括雪米餅、香米餅、仙貝及嬰兒吃的牙餅等。
- 米菓（日语：米菓）：日式米餅。把剩下的米，搓成塊狀拿去炸，之後加上海苔粉。
- 腸粉（又稱拉腸、布拉腸、豬腸粉）：廣東小吃，傳統以碎肉、魚片、蝦仁為餡。也是港式酒樓常見的點心，一般常見的以鮮蝦腸粉、牛肉腸粉和叉燒腸粉為主。香港傳統粥店則會提供炸兩滑腸粉，是在腸粉內包上油條；粥店也有淨腸粉，也是一種街頭小吃，經常配以甜醬、辣醬、芝麻食用。
- 蘿蔔糕：中國南方的菜色。將蘿蔔切絲後混入米漿蒸製成的料理。
- 粿：甜粿、芋粿、紅龜粿、草仔粿、菜頭粿、碗粿、發粿，常為民俗祭祀食品。
- 寿司：（日语平假名：すし，sushi，也作“鮨”或“鲊”）传统日本食品，主要材料是用醋调味过的冷饭（简称醋饭），再加上鱼肉、海鲜、蔬菜或鸡蛋等作配料。
- 溫州大米粽：中國南方的米製品，以大米佐三層肉、鹹蛋黃、香菇製成，常見於中國浙江省溫州市蒼南縣龍港鎮鎮、平陽縣鰲江鎮一帶。
- 其他：
  - 米苔目、麻糬、竹筍包、倫教糕、豬血糕（又稱為米血或米血糕）

#### 糯米食品
糯米（中國北方又稱江米）：是一種黏性較高的米。
- 汤圆（中國南方稱湯圓或湯糰）：是一種中國節日的食物，一般在元宵节前后入湯或糖水裡拌吃。湯圓煮後湯比較清，因此喝湯如同喝糯米面粥。
- 元宵，類似湯圓，惟作法有所差異，且與湯圓相比元宵煮後湯比較濃
- 糍粑（朝鲜、韩国称打糕，日本称镜饼）：以煮熟的糯米饭入石臼以木棒捶打而成，广泛分布于东亚各地。制作完成后就在水里保存，防止裂开。可存放半年或更久。烹制时可用油煎、火烤、爆炒等。变软后浸入打散的鸡蛋再烹制效果更佳。
- 糯米雞及珍珠雞：一種中國廣東點心，糯米雞由於份量較多較易飽滯。因此，近年數十年的廣東酒樓推出材料相同，體積卻只有几分之一的珍珠雞。
- 粽子：中國端午節傳統的食品，相傳粽子的發明與古代中國詩人屈原投江有關。粽子使用箬竹叶或蘆葦葉包裹糯米或黃米和其他輔料如棗、豆沙、火腿等，隔水煮熟而成。
- 筒仔米糕：台灣各地的糯米類小吃，與油飯類似，但卻是在竹筒或鐵罐中炊煮而成，口味濃郁。
- 年糕：中國各地均有不同口氣的咸甜口味年糕，以糯米粉制成。（所谓日本年糕和朝鲜年糕，实际上是打糕）
- 糯米腸（又稱米腸）：一種結合香腸和糯米的小吃，將調味後的糯米塞入洗淨後的豬大腸，成為攜帶方便的糯米腸。
- 黑糯米食品：黑糯米又稱紫米，常被用於冷熱甜品中，而其營養價值也較高。
- 酒釀（又稱）：用糯米飯加入酒藥（由米和食用真菌製成）發酵而成。另一普遍吃法是加入湯圓成「酒釀湯圓」（又稱酒釀丸子）。
- 糯米糍：用糯米粉團，通常會包入豆沙或蓮蓉的餡料。
- 糖不甩：用糯米粉團，沾上糖漿、花生碎和芝麻。

- 油飯
- 生炒糯米飯
- 最中
- 麻糬
- 糯米卷
- 粢飯團
- 粢飯糕
- 三合泥
- 三大炮
- 茶粄
- 紅龜粿、红桃粿
- 雪米糍
- 冰皮月餅
- 切糕
- 米血糕
- 糯米丸子

- 其他：
  - 糯米糕（英语：Chapssal-tteok）、糯米卷

### 用米做成的饮料
用米做成的饮料有相當多種：
- 米茶和糙米茶是將米炒製後做成的，相當有名。
- 米漿是一種冷熱皆可的飲料，製法與豆漿相似，一般是將米浸泡5、6個小時，將米炒過與芝麻等再加水及糖煮沸而成，米漿也是河粉、腸粉等的製作程序之一。
- 朝鲜半岛的食醯，也是米和松子做成的饮料。
- 米酒广为人知，中国广西壮族自治区出产的三花酒、浙江省出产的加饭酒、黄酒、女儿红、四川甜米酒都是用稻米酿制的，部份酒類亦有以糯米釀成的，例如紹興酒。米酒也是台灣家庭料理不可或缺的要角，台灣加入世界贸易组织時甚至還因米酒稅率巨幅調漲而曾引起米酒搶購潮。此外，屬日本米酒類的清酒，其國際知名度也相當高。
- 有些啤酒的副原料中也有米。

### 用米做成的调味料
- 米醋是烹饪中常用的一种液体酸味调味料。
- 红糟是红曲酒发酵后，榨去酒液经过筛滤后所剩下的酒糟（酒滓），闽菜系用此做调味料。

## 米的額外功用
稻米經加工後也可像麵包糠一樣作為油炸粉之用，而將一團飯粒放進冰箱後可拿來吸掉熱油中的油渣。除了食用方面的功能外，也對果物有催熟作用，將生果放在米缸中可以令其更快熟透。米對美容也有許多幫助，稻米糊就是一種保養品，而稻米磨成的粉末則可製成蜜粉，均對滋潤和護膚有美容功效。煮熟的米具有很大的黏性因此也曾被用作漿糊。
由於米的尺寸和硬度適合做微雕，因此也用做米雕。

## 稻的副產品

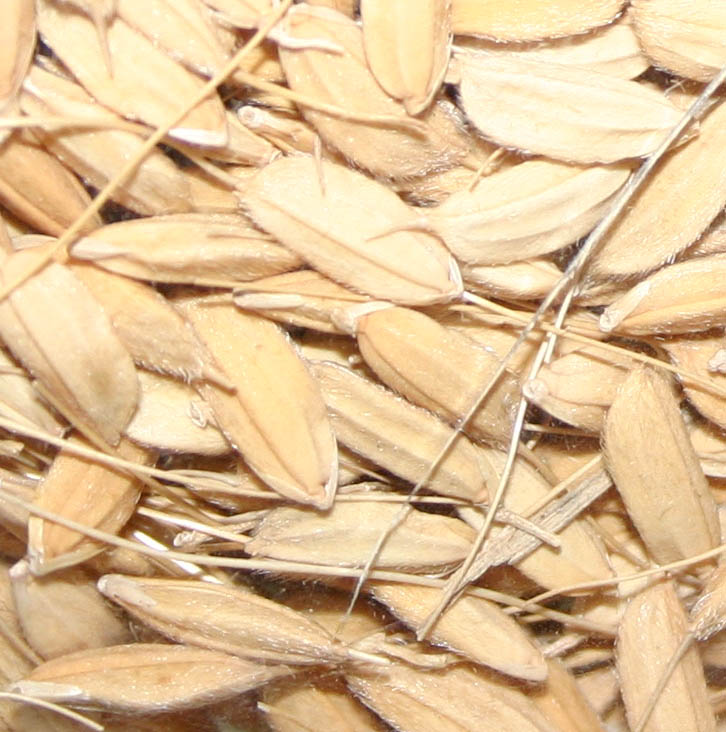
稻壳

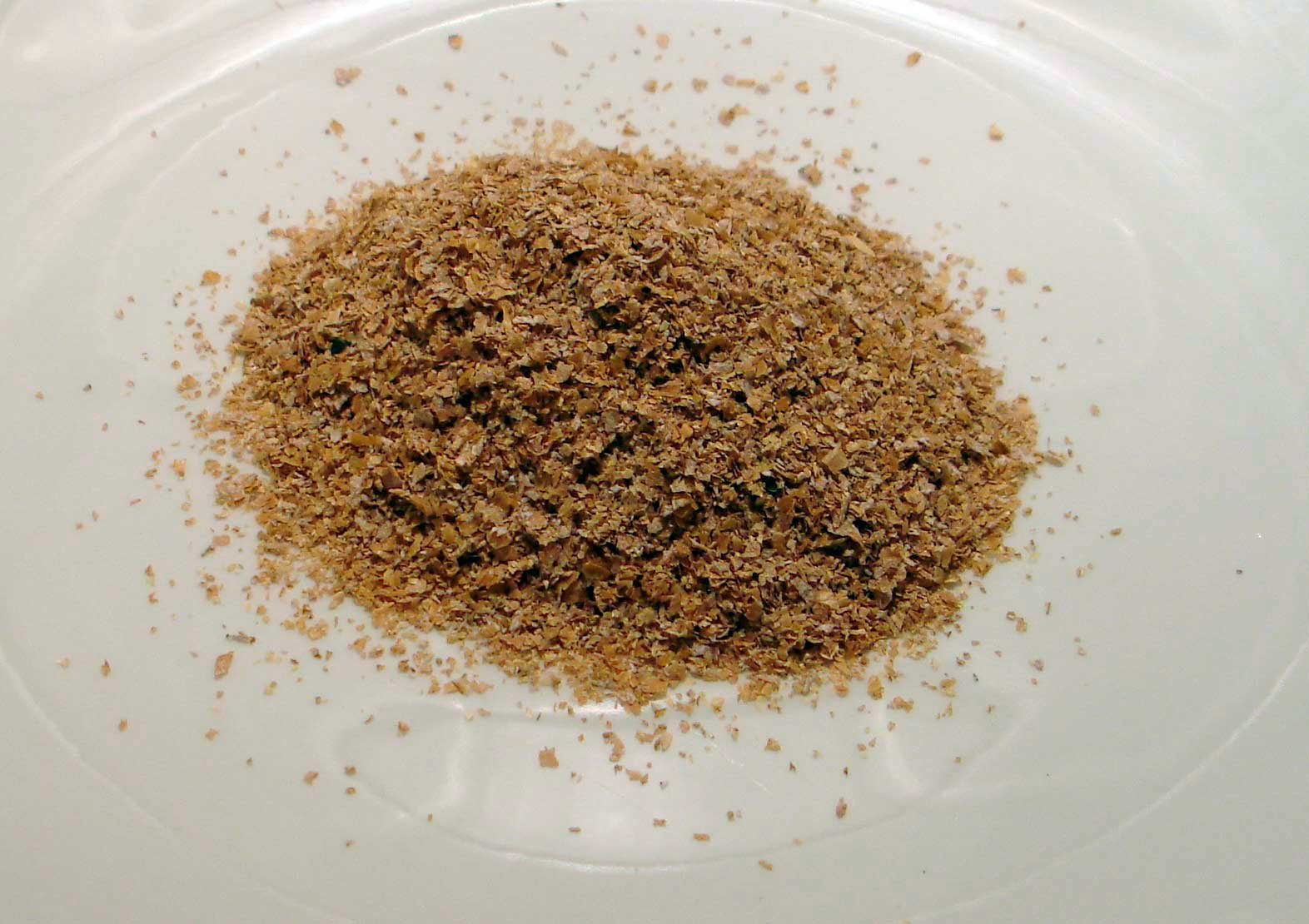
稻糠

尽管種植稻米是為了要將其作為主要糧食（主要熱量來源），但在歷史悠久的演化下，稻米對人類還有很多其他的經濟作用，如米糠就是其一，米糠是米的皮層，可以榨油。在日本，米糠油被視做一種美白聖品。此外，米糠也能醃菜，甚至單獨成為一道菜，就叫做炒米糠。據科學家研究，米糠的營養價值也相當高，除含有稻米果實中64%的營養，還含有人體必須營養素中90%以上的營養物質。除米糠油外，米糠蛋白和米糠營養素都是科學家研究的主要方向。因此市面上有許多保健食品、健康補充食品，甚至是日常生活用品中都被廣告強調它們有新鮮米糠的成份。
與米糠類似的還有稻糠，也就是稻穀的殼，它是動物飼料的重要來源。也被運用做建築材料，許多亞洲鄉下的傳統泥屋，如中國客家村落中的圓型土樓，材料中就有稻糠。現代社會中，稻糠也被試用在水泥混合材上，或是用來生產植酸鈣、肌醇。
稻草也是另一個相當有特色的經濟副產品，用途相當多。除供牛羊等牲畜食用，以稻草編成的草繩、草鞋與簑衣，是許多農人的必備品。早期也有許多房子是以稻草做屋頂。利用稻草編織出的工藝產品，也相當常見，如草席，草帽等。在稻田中最常見的還有戴著帽子，用來嚇阻鳥群的稻草人，是早期農村相當常見的景觀。稻草在现今大力发展的食用菌产业中也占有一席之地，稻草经过发酵以后能用于栽培如双孢蘑菇等食用菌。
然而今日由於機械化器具引進，牲畜減少，塑膠生活用品也處處皆是，因此稻草的用處急遽減少。許多農民收割之後，會在田中以焚燒的方式來處理大量稻草，但同時製造空氣污染。以目前的社會型態，最好的處理方式是就地掩埋稻草，除不會製造空氣汙染外，尚可加強土壤的養份。據台灣農業改良會研究，在排水良好的稻田中，就地掩埋稻草，能對第一期作水稻增產 10％；排水不良的田中，每年都掩埋稻草的話，第四年以後，就可增產約 5～8％；研究資料也顯示，三年中每年都掩埋稻草，會讓稻田土壤有機質含量自 2.1％增加至 2.7％，同時田中的磷、鉀、鈣、鐵、硅含量也都會增加。
碳化後的稻殼可作栽培介質、活性碳。

## 各地稻米文化
世界上大多數的种植稻都是亚洲栽培稻。而亚洲栽培稻又起源于野生稻。在过去，西方学者通常认为最早的人工栽培稻是起源于印度到云南一带。自从1970年代浙江河姆渡遗址的七千年前稻谷的出土、1993年中美联合考古队在湖南道县玉蟾岩发现了世界最早的距今约8,200年的古栽培稻后，以及國際水稻基因定序工程证明稻的起源就是中国。

### 稻與中國大陆

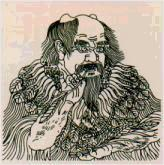
相傳神農氏教會農民種稻的技術

中國歷史古代的时候，粟、麦也很重要，但自明朝中期以后稻成为中國人的主要糧食，尤其汉族在南方大量的种植。約在商朝，當時稻這個字，只有類似“臼”字的字形，後來周朝種稻較為普及了，就加上了如稻穗挺立般的“禾”字。在金文當中，臼的上面加上了“爪”，形如迎風打稻，用手舂米。圖片
至於「米」字在甲骨文中，原先只有六直點，上下三點，代表著米粒。後來將中間的點連起來，用以表示放米的架子隔板，就成了「米」字。而東漢許慎在其著作一本關於漢字的解說書《說文解字》中說到「米，穬粟實也。像禾實之形。」，近代漢字中也有將「粟米」稱為「小米」，「稻米」為「大米」。
透過文字可以看出中國種稻的歷史相當悠久是無容至疑的，但有不少學者依然希望找出最早的水稻或旱稻品種，中国有很多考古地點曾陸續發現了一些早期的稻穀。如1995年在中國湖南道縣玉蟾岩遗址裡，發現了四粒黃色的稻穀，測定年代為公元前一萬年前，據知是目前世界上最早的稻穀。此外在长江下游河姆渡也曾出土有约7000年前的稻种残留物；广东英德出土的约一万年前的人工栽培的水稻硅质体。中國的古稻有些甚至被科學家拿來重新種植，並加入雜交稻的品種當中。
目前中國也是世界上最大的稻米生產地，佔全世界35%的產量。在中國南方主要生產籼稻，北方主要生產粳稻。由于季风和气候变化的影响，黑龙江省的呼玛县成为世界种植水稻最北的地区。
中国南方俗称稻为稻谷或谷子，脱壳为大米（多为白色，但亦有淡红色（如胭脂米）、淡绿色（如碧粳米）和紫色（如云南香米）甚至黑色的品种。），煮熟的大米中国北方称其为米饭，中国南方称之为白饭，香港亦有俗稱靚仔（源自潮州話）。
近年來中國積極對水稻和旱稻進行研究，還發展最快的雜交稻米研究中心以推動中國農業來解決和幫助經濟、糧食等問題。雲南的西雙版納還保留了數種野生水稻，這裡的水稻是全世界水稻的始祖。

#### 成語及諺語
自古便有開門七件事之說：「柴、米、油、鹽、醬、醋、茶」，足見中國人視米為主食之重視程度。而唐朝詩人李紳所寫的憫農詩：「鋤禾日當午，汗滴禾下土；誰知盤中飧，粒粒皆辛苦。」今日也成為朗朗上口的唐詩之一。
其他諺語：
- 「巧婦難為無米之炊」：即使是靈巧能幹的婦女，沒米也是做不出飯來的。比喻做事缺少必要條件，很難做成。
- 「一樣米養百樣人」：意思為吃同樣的米，卻養活了不同性格、不同際遇、不同身份的人來。比喻社會上各形各色的人都有或指家庭裡各人的吃的都一樣，卻性格各異。
- 「一物治一物，糯米治木蝨」：以糯米能沾著木蝨來喻意萬物相生相剋。
- 「食鹽多過你食米」、「吃的盐比你吃的米还多」：意喻經驗比他人豐富。
- 「吃米不知米貴(價)」：可比喻一個人對周遭事物的不了解。
- 「偷雞不著蝕把米」：意喻貪心得不到好處還要受害其中。

#### 風俗
中國風俗，夫妻如生下男孩，滿月時要贈送油飯給親友，以茲慶祝。中國自古便是農耕地方，當中不少民族以稻米為日常主食，因而有舉行慶祝稻米收成的慶典。如高山族便喜將稻米煮成飯，或把糯米蒸成糕與米粑慶祝各種節日或來賓。漢族在農歷新年時吃元宵(湯圓)、年糕及蘿蔔糕；在端午節吃糭等習俗。

### 稻與日本

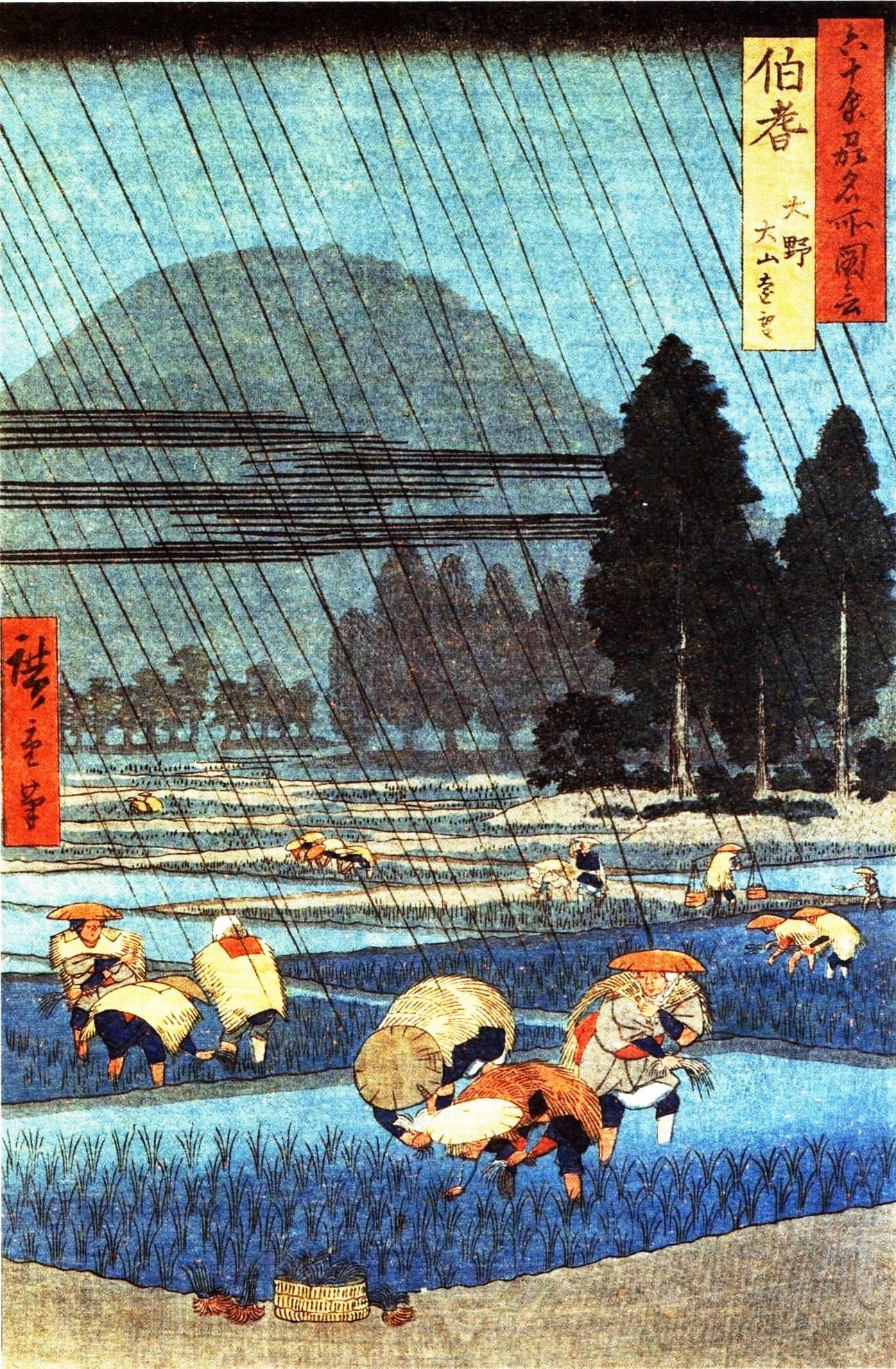
一幅日本的浮世繪，描繪農人下雨天在農田工作的情景。

日本米大部份以粳稻為主，而黏性較大和外型圓短則較像糯稻，卻非常適合需要黏度的日本傳統食品「壽司」的製作。水稻的種植方法是在西元前3世紀傳入日本的，當時是日本的彌生時代(亦有是繩文時代中期之說)，科學家化驗炭化了的稻穀和米，從殘留在土器上的痕跡等得到了這方面的數據。但今日學者對於日本的水稻從何地傳入的起源仍有所爭議，有資料指向是先由中國大陸傳入朝鮮半島，之後再將水稻及相關農耕技術傳入九州北部，最後再流傳到全國各地；亦有另一說法支持是從中國大陸的江南經傳到北九州，此後再廣而流行全國。不過，這二個見解都被認為是從中國大陸慢慢傳到九州再傳到中國地方、四國地方、近畿、中部、關東、东北按順序再擴大到周邊的日本地區直至全國。日本的稻米是江南類型,與朝鮮的不同。
在日本歷史中，彌生文化當中的水稻經濟，導致日本的貧富分級開始，也使農村成為政治集團的種子，隨之衍生出日本的信仰、禮俗。因此水稻在日本歷史中，是經常被提起的。而日本更是東亞文化圈中，最喜歡吃年糕的民族，去到一種信仰的階段。年糕是由糯米製造，大和族也像糯米一樣抱團，日本人的民族性與精神結構也是農民式的，不關心水稻種植與水田種植以外的事情，他們也不斷同化其他登陸日本的人，成為說日語的水稻種植民族。北海道成为日本最北水稻生产地。
日本可能是少數有發行以稻米為圖案的錢幣的國家（舊式的五元日幣 （页面存档备份，存于）），目前日本是世界第九大稻米生產國，國內約有230萬稻農，由於地狭人稠，每稻農分到的稻田面積僅有0.8公頃。在日本，90%以上的米都內銷，售價也不斐，而且日本米一般一年只有一次收成，但日本人喜歡吃本國產的日本米。也由於稻農幾乎都高度機械化，減少了人力流失的問題，使得日本的稻米一直都能自給自足。
在日本除了食用的米外，酒、年糕、糖、點心、醬汁、醬油、醋等食物也以稻米為製作原料之一。而傳統的日本人喜歡以米飯作早餐，近來年輕一代才漸漸被麵包等食品取代。日本也有很多大街小巷以米命名。
日本也有新年時吃日式年糕的風俗。此外，在日本傳統上，少女第一次月經後，家人會煮紅豆飯以慶祝少女已經成長而擁有女性的特徵。

### 稻與臺灣
台灣稻米主要產地分佈在西南部嘉南平原的彰化、雲林、嘉義區域，與東部花東縱谷平原的花蓮、台東區域，由明清時期的華人移民所引進栽種。20世紀期間，日本當局開始在台灣進行稻米改良工作，並被後來的政府所延續其改良品種，因此現今的台灣米與日本米相似，大部份以粳稻為主，而黏性較大和外型圓短則像糯米，卻非常適合需要黏度的傳統食品竹筒米糕的製作。

### 稻與印度
印度產稻的歷史也相當悠久，最早的野生水稻出现在阿薩姆，在總人口中約有65%是以稻米為主食，由於印度的溫和氣候相當適合水稻生產，也使該國成為了最大的水稻栽培區，稻米生產量近年超過越南而僅次於中國，以在西孟加拉邦、北方邦、中央邦、奧里薩邦和比哈爾邦都以產稻為主要經濟。印度的稻米之王稱為「印度香米」（Basmati），出產於印巴交界地區，特色是形狀細長，具有濃郁的米香。在1997年，美國稻米科技公司（Rice Tec Inc.）曾將此米的基因與美國長秈米品種雜交，改良出新米，並以「印度香米」之名，加以專利權保護，導致原種植印度香米的農民，都必須向此公司付出高額的專利費。此案曾引起國際討論，最後判定美國稻米科技公司不能以「印度香米」名義出售他們的新米，而改以「超級印度香米」來銷售。

### 稻與泰國
稻米是泰國主要的出口品，曾是全球最大的稻米出口國之一，亦是當地人的主食。「農耕節」亦是當地主要節日，當中的耕田播種儀式最為重要，以期盼五穀豐收。最早的稻米遺骸在泰北與雲南發現，大約是在公元前3500年時的百越所種植。

### 稻與越南
越南是介於亞熱帶和熱帶的國家，不但全國丘陵以下之地形都可以種植，南越地區還可以一年三穫。在越南戰爭發生前，越南稻米的輸出量還曾經高居世界第一。越南人常稱自己的國家叫做「一根竹扁擔挑著兩個米籮」，就是指中部狹長，北有紅河三角洲，南有湄公河三角洲，兩個區域都是稻米的盛產地，但都有亟待克服的生產難題，例如鹽害、越戰落葉劑的遺毒等。越南人常把米製成米線、河粉，至今仍廣受越南人喜愛。

### 稻與法國
阿爾稻米節（la Feria du riz）是法國阿尔勒當地慶祝稻米收成的節慶，在每年九月中旬一連三天舉行。慶祝活動包括選出「稻米皇后」、花車巡遊、鬥牛、喝水果酒、吃西班牙式海鮮飯等。「稻米皇后」被選出後，會於隆河順流而下搭乘着大型的平底船，然後接受河畔兩岸大家灑下的稻米。

### 稻与美国
国际稻米节（International Rice Festival）是位于美国路易斯安那州的克劳利市一年一度庆祝稻米的节日，在每年十月的第三个周末举行。它是路易斯安那州历史最为悠久的农业节日，也是美国最大的农业节日之一。第一届稻米节举办于1937年10月5日，从那时开始，超过七百万人参与了这个年度盛会。节日期间共有两场游行：第一场是儿童们的游行，在星期五；第二场是总游行，在星期六。同时举办的有米饭烹饪大赛、吃饭比赛、farmers' banquet和the Queens' Ball等丰富多彩的活动。在会场附近和主干道上还会有从早到晚的娱乐表演和工艺品展览。

### 稻與馬來西亞
豐收節是馬來西亞卡達山杜順族的傳統文化，為稻米豐收而設的感恩慶典，當中有選美活動及文化舞蹈等風俗。

### 稻與伊朗
稻米大多产自伊朗北部。由于水稻种植多年，有些水稻品种起源于伊朗的吉兰省。

## 延伸閱讀
[在维基数据编辑]
 《欽定古今圖書集成·博物彙編·草木典·稻部》，出自陈梦雷《古今圖書集成》
 《欽定古今圖書集成·經濟彙編·食貨典·米部》，出自陈梦雷《古今圖書集成》
 《植物名實圖考·稻》，出自吳其濬《植物名實圖考》
- 《2004:国际稻米年》 （页面存档备份，存于），聯合國糧食及農業組織
- Fact Sheets on How to Grow Rice，国际稻米研究知识库
- 《中国稻米耕种》，AN Zhimin
- 《稻属分类的现状及存在问题》，植物分类学报
- Jahn, GC, LP Almazan, and J Pacia. 2005. Effect of nitrogen fertilizer on the intrinsic  rate of increase of the rusty plum aphid, Hysteroneura setariae (Thomas) (Homoptera: Aphididae) on rice (Oryza sativa L.). Environmental Entomology 34 (4): 938-943.
- Rice Research in South Asia through Ages by Y L Nene, Asian Agri-History Vol. 9, No. 2, 2005 (85–106)
- C. Kuenzer, Kim Knauer: Remote Sensing of Rice Crop Areas – A Review. International Journal of Remote Sensing, 34:6, 2013, S. 2101-2139.